# Naslavcea, Ocnița
Naslavcea este un sat din raionul Ocnița, Republica Moldova. 
Este cel mai nordic punct al țării.

## Istorie
Prima atestare documentară a satului Naslavcea apare în actul emis de Ștefan voievod prin care întărește lui Mihail de la Dorohoi circa 48 de sate și 2 seliști, precum și satele doamnei de la Moiatinul de Sus. Printre aceste sate se enumeră și Naslavcea:
„Din mila lui Dumnezeu, noi, Ilie voievod, domn al Țării Moldovei, și fratele domniei mele, Ștefan voievod. Facem cunoscut, cu aceasta carte a noastră, tuturor celor care o vor vedea sau o vor auzi citindu-se, că acest adevărat boier al nostru credincios, pan Mihail de la Dorohoi, a slujit sfântrăposatului tatălui nostru cu dreapta și credincioasa slujba, iar astăzi ne slujește nouă cu dreaptă și credincioasă slujbă. De aceea, noi, văzând dreapta și credincioasa lui slujba către noi, i-am miluit cu deosebita noastră mila și i-am dat și i-am înnoit și i-am întărit satele lui și privilegiul pe care i l-a dat sfântrăposatul părintele nostru, anume: satul Chindinți, și satul lui Herțea, pe Prut,... [sunt enumerate mai multe localități]... și satul Lipnic, la Nistru, încă satul unde a fost Cuseară, și încă satul unde sânt Caragunicii, încă satul la moara Naslavcei, ...

...

Iar hotarul tuturor acestor sate mai sus-scrise să fie cu toate hotarele lor vechi, pe unde au folosit din veac.

...

Iar pentru mai mare întărire a tuturor celor mai sus-scrise, am poruncit slugii noastre credincioase, pan Dionis logofăt, să serie și să atârne pecetea noastră la aceasta carte a noastră.

A scris Paco, la Suceava

În anul 6945 <1437> decembrie 20 zile.”

## Demografie

### Structura etnică
Structura etnică a satului conform recensământului populației din 2004:
| Grup etnic         | Populație | % Procentaj |
| ------------------ | --------- | ----------- |
| Ucraineni          | 968       | 85,66%      |
| Moldoveni / Români | 88        | 7,79%       |
| Ruși               | 60        | 5,31%       |
| Găgăuzi            | 6         | 0,53%       |
| Bulgari            | 2         | 0,18%       |
| Polonezi           | 1         | 0,09%       |
| Alții              | 5         | 0,44%       |
| Total              | 1.130     | 100%        |

## Administrație și politică
Componența Consiliului local Naslavcea (9 consilieri), ales la 5 noiembrie 2023, este următoarea:
|  | Partid                                       | Consilieri | Componență | Componență | Componență | Componență | Componență |
|  | -------------------------------------------- | ---------- | ---------- | ---------- | ---------- | ---------- | ---------- |
|  | Partidul „Renaștere”                         | 5          |            |            |            |            |            |
|  | Partidul Comuniștilor din Republica Moldova  | 2          |            |            |            |            |            |
|  | Partidul Socialiștilor din Republica Moldova | 1          |            |            |            |            |            |
|  | Liga Orașelor și Comunelor                   | 1          |            |            |            |            |            |

## Monumente
În centrul satului Naslavcea se află un monument dedicat răscoalei de la Hotin din anul 1919 atunci când bande înarmate bolșevice venite de peste Nistru au atacat armata română încercând să ocupe nordul Basarabiei și să-l alipească Ucrainei.

## Arii protejate
La sud de sat se înșiră rezervația peisagistică „La 33 de vaduri”. Satul mai este înconjurat de numeroase monumente ale naturii:
- falie tectonică, la nord, ocolul silvic Ocnița, Stînca, parcela 1

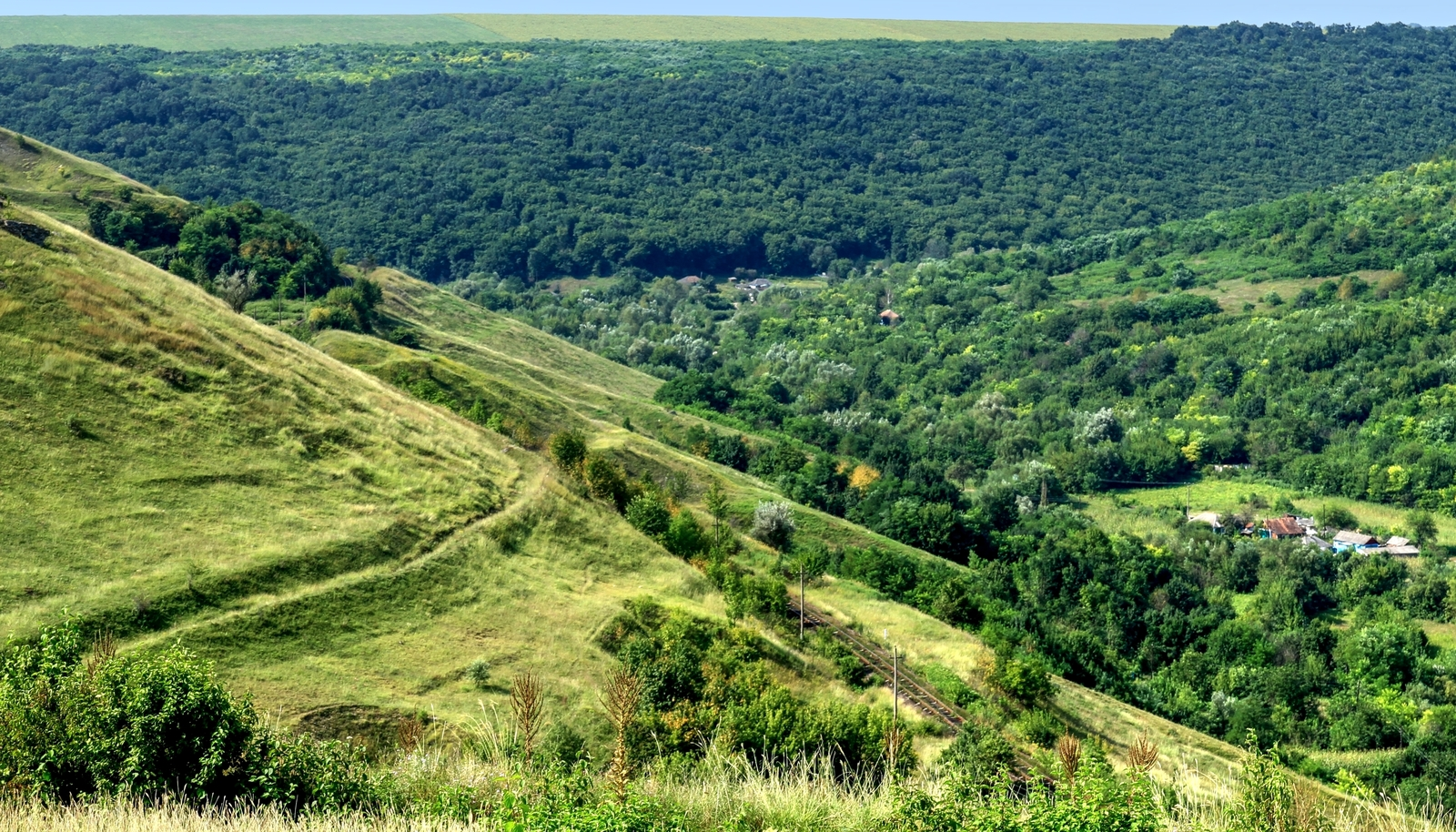
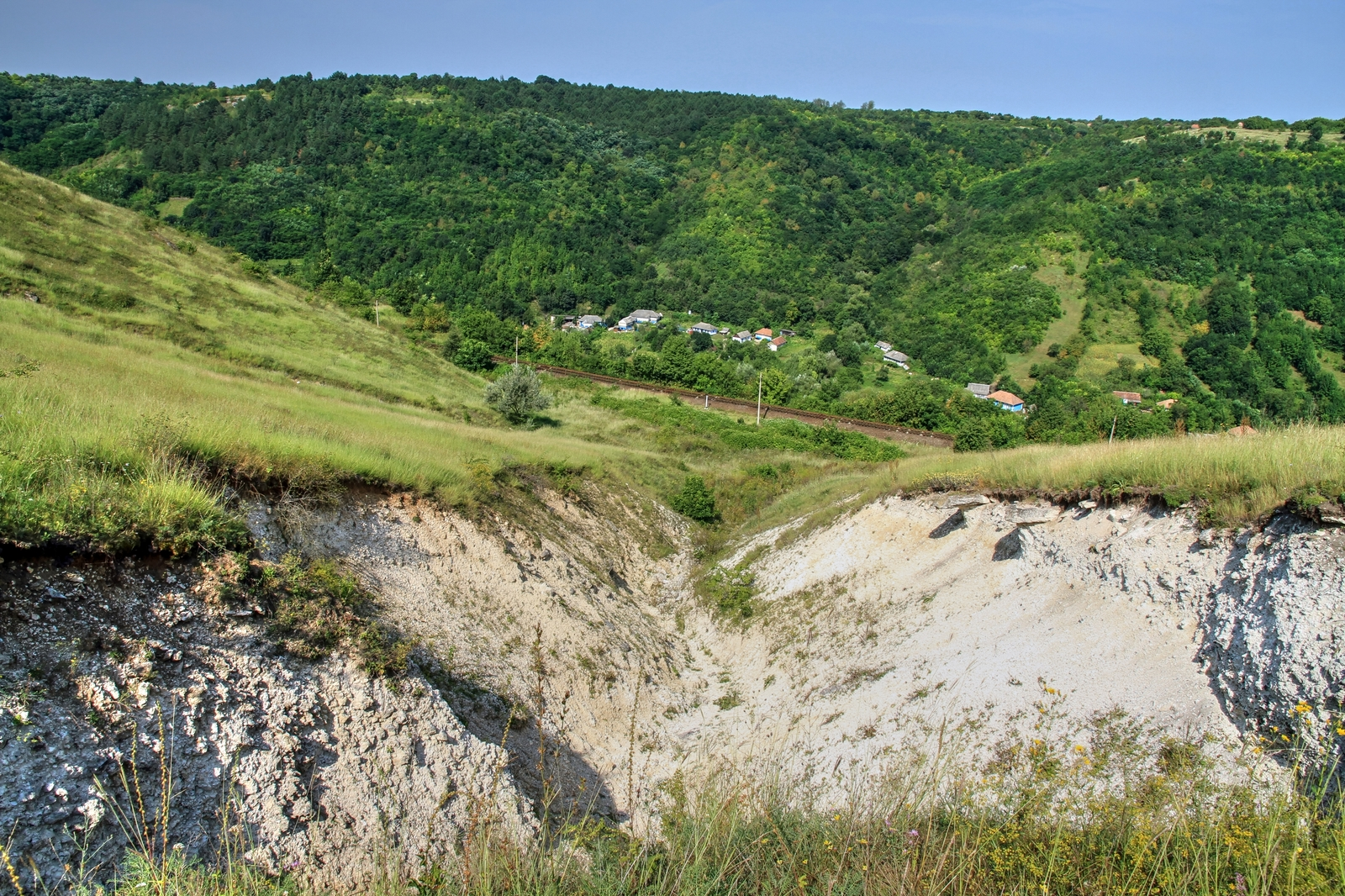
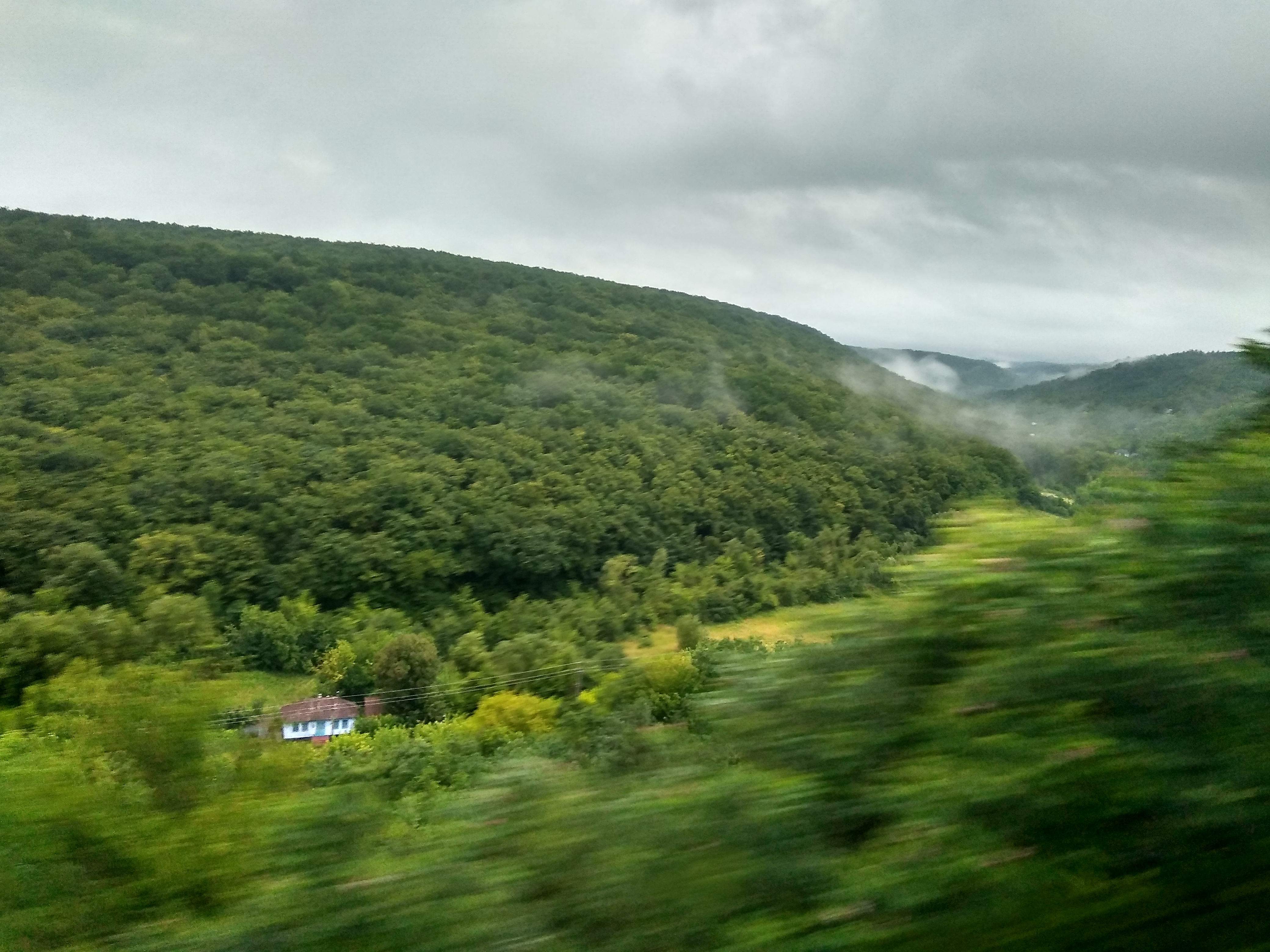
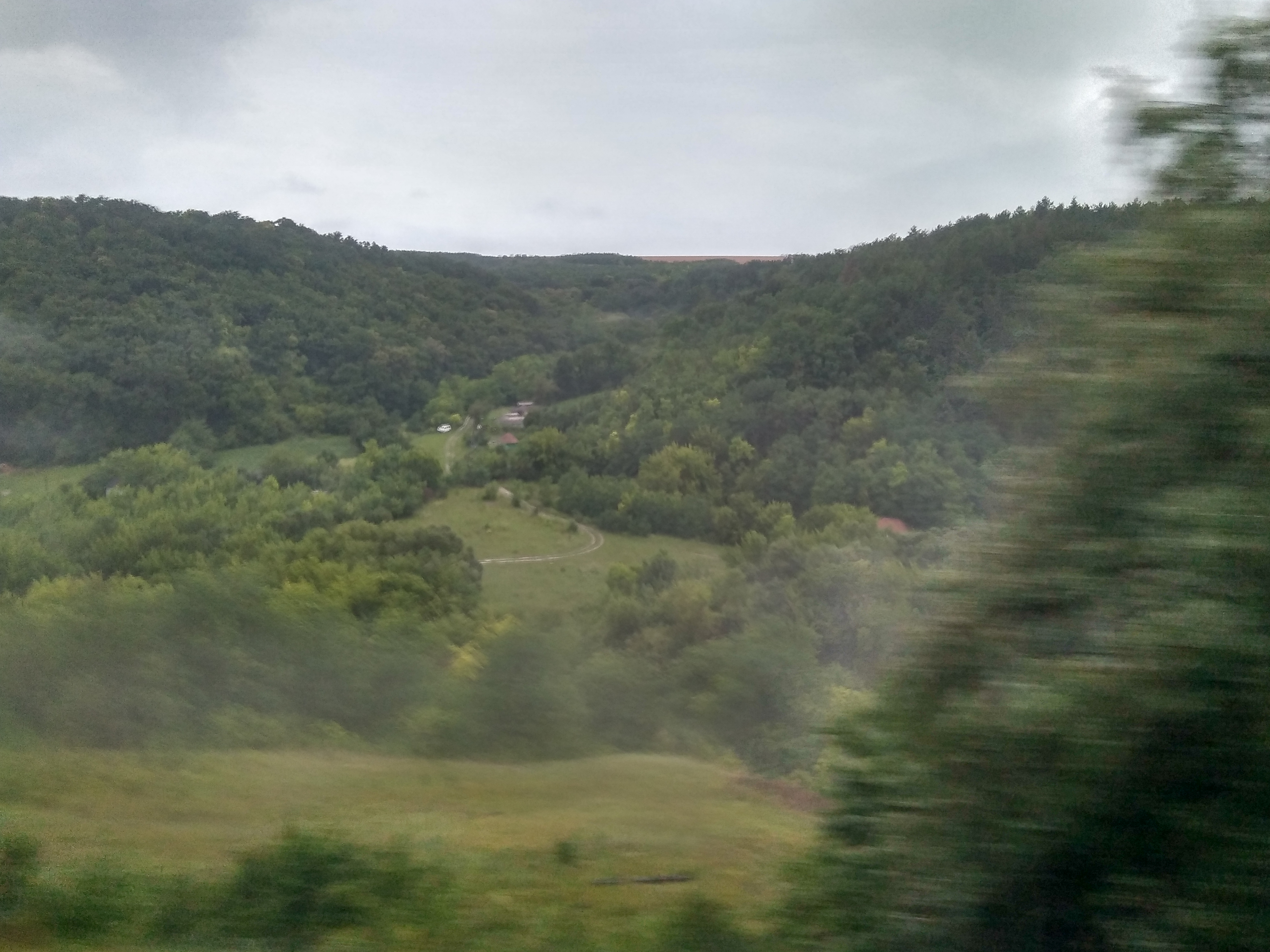

- afloriment de cremene compactă, la vest, în valea râului Chisărău, ocolul silvic Ocnița, Naslavcea, parcela 2, subparcelele 1-8

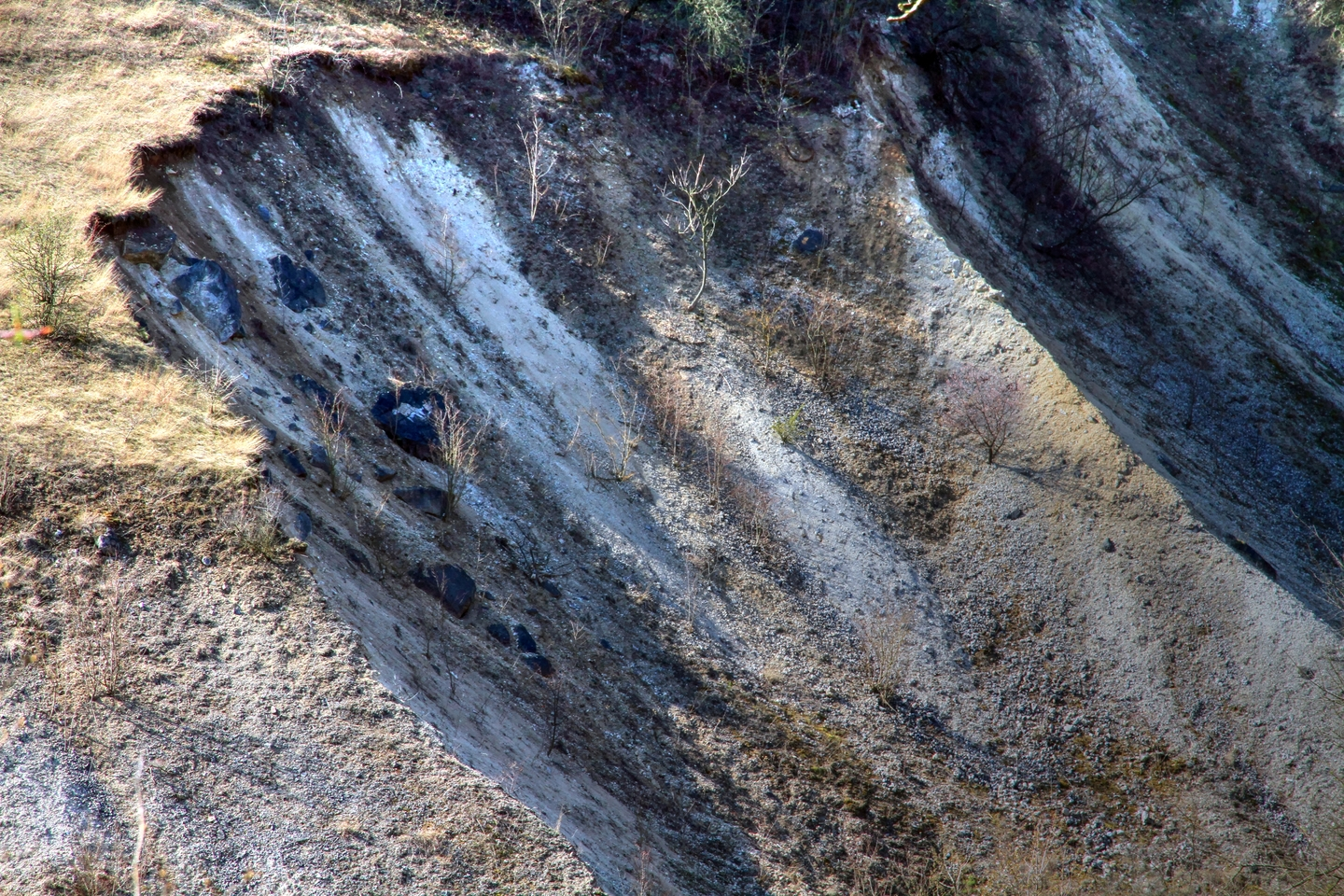
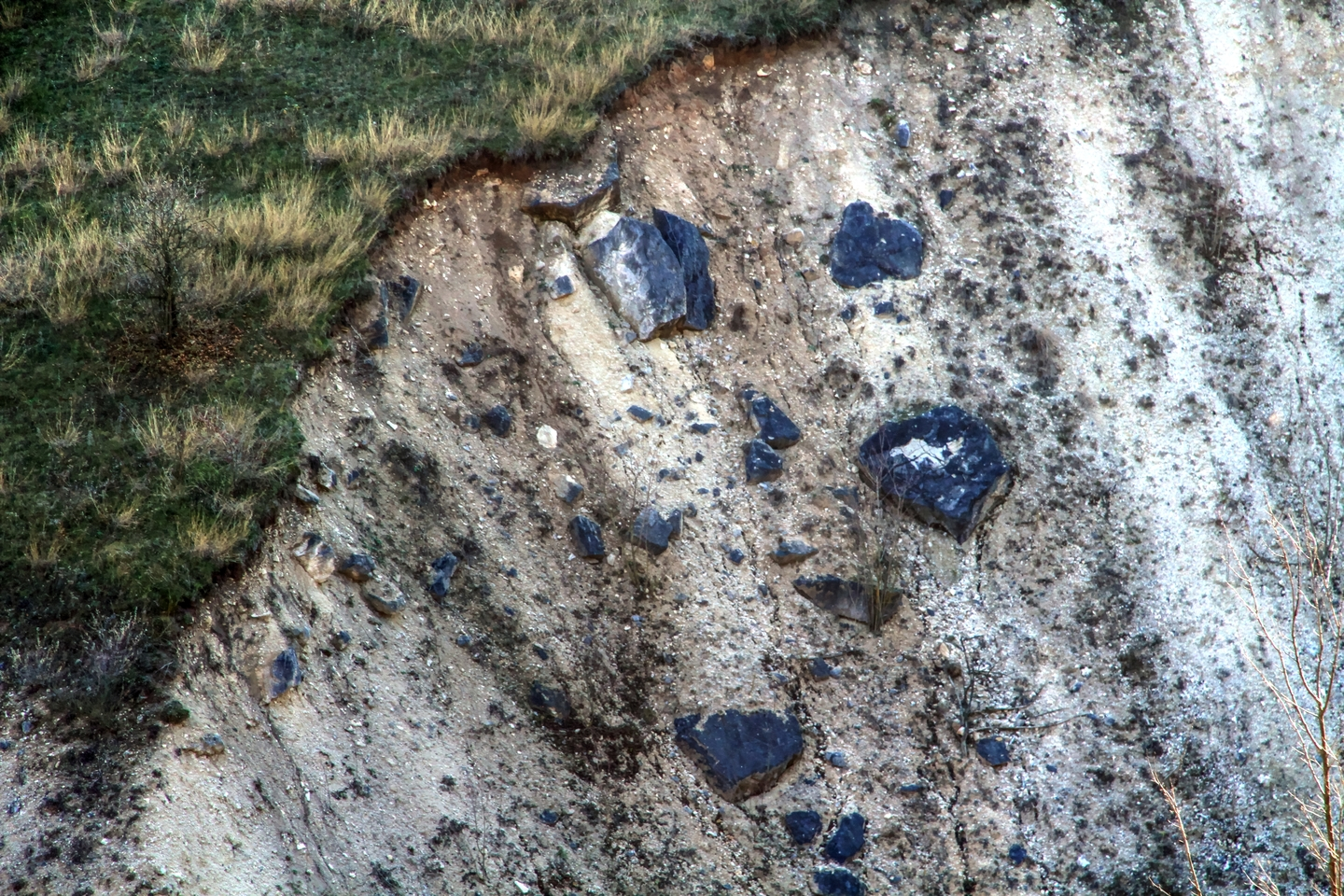
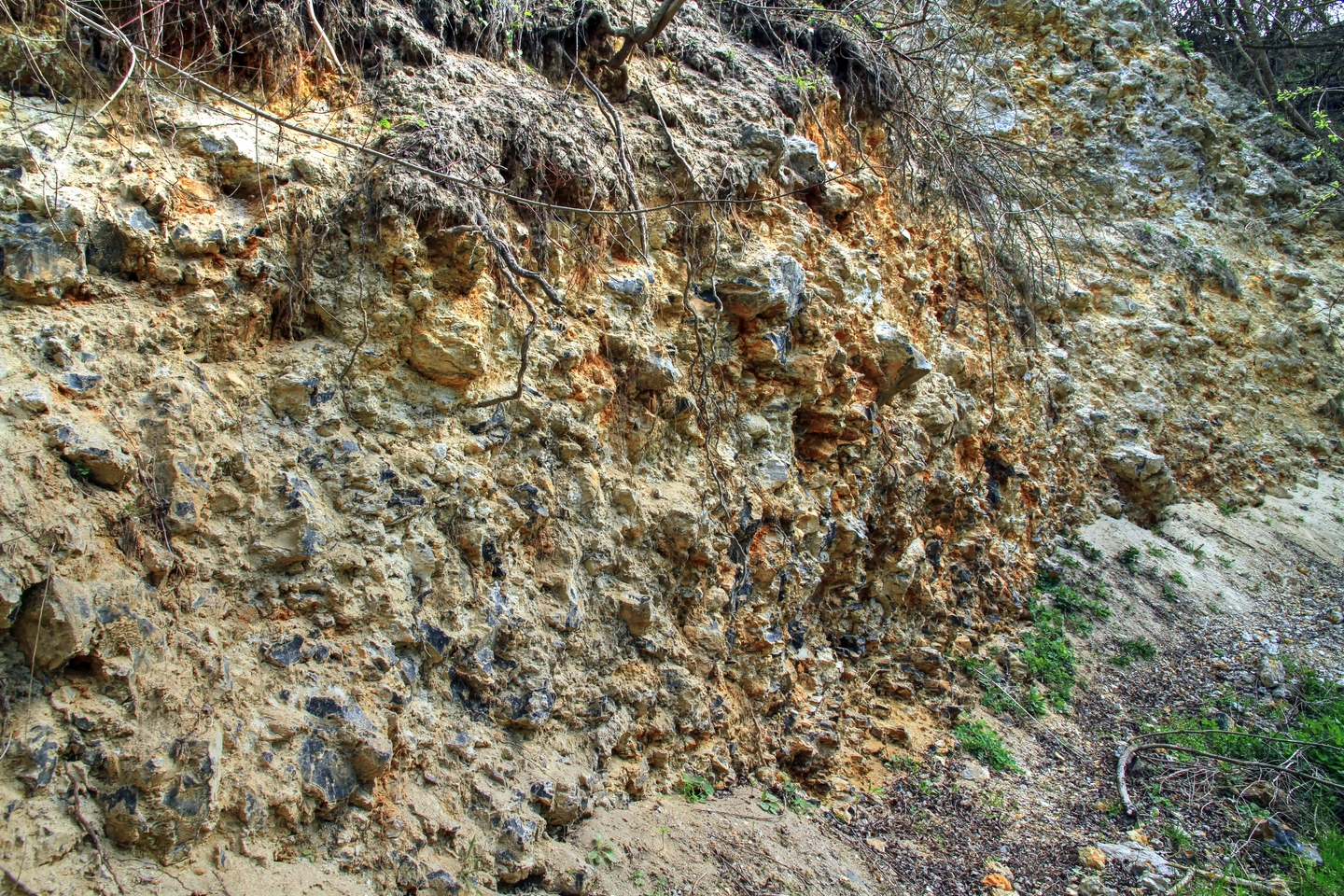
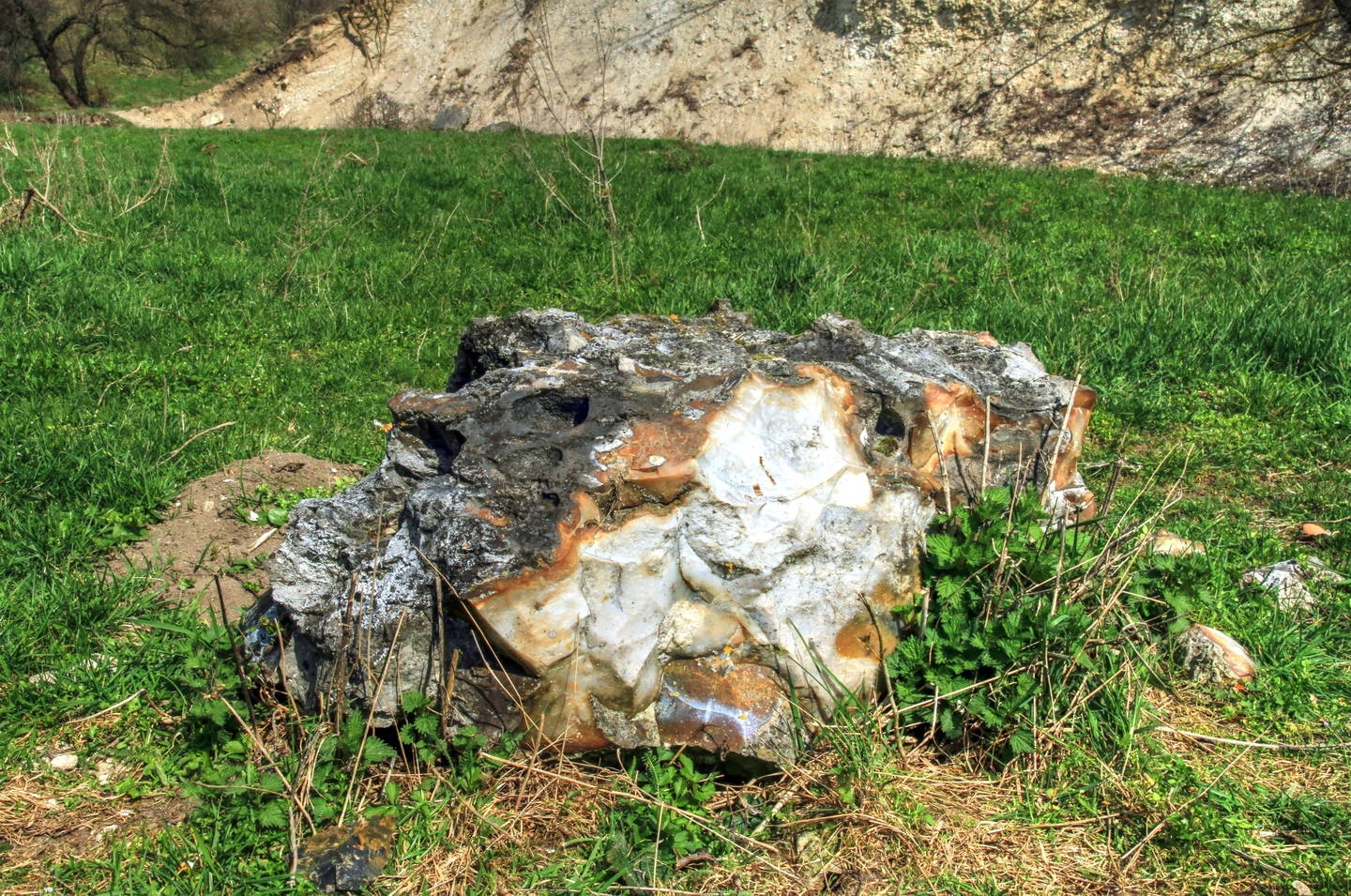

- râpa „Carpov Iar”, la vest, ocolul silvic Ocnița, Naslavcea, parcela 3, subparcelele 3, 22, 23

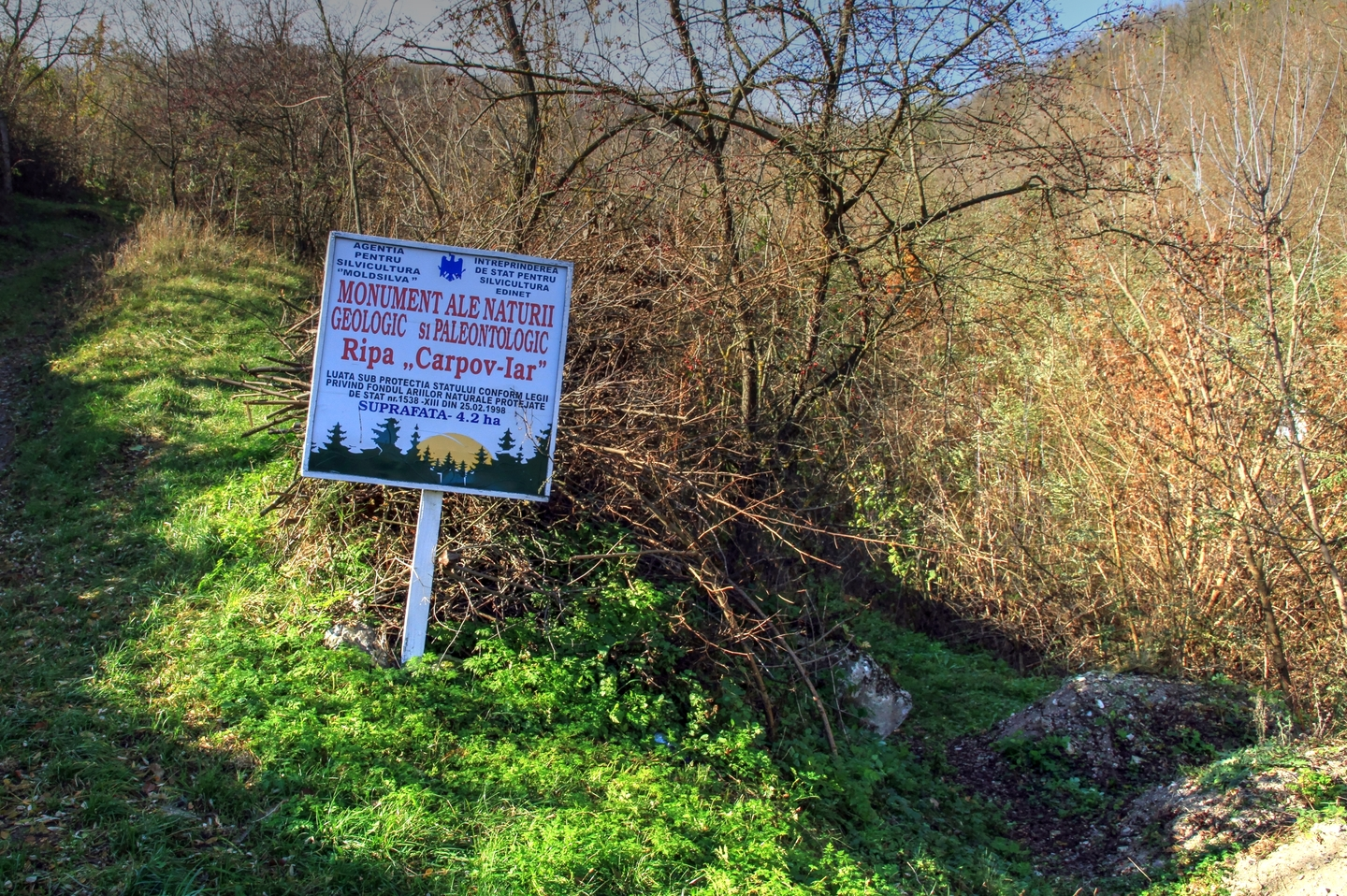
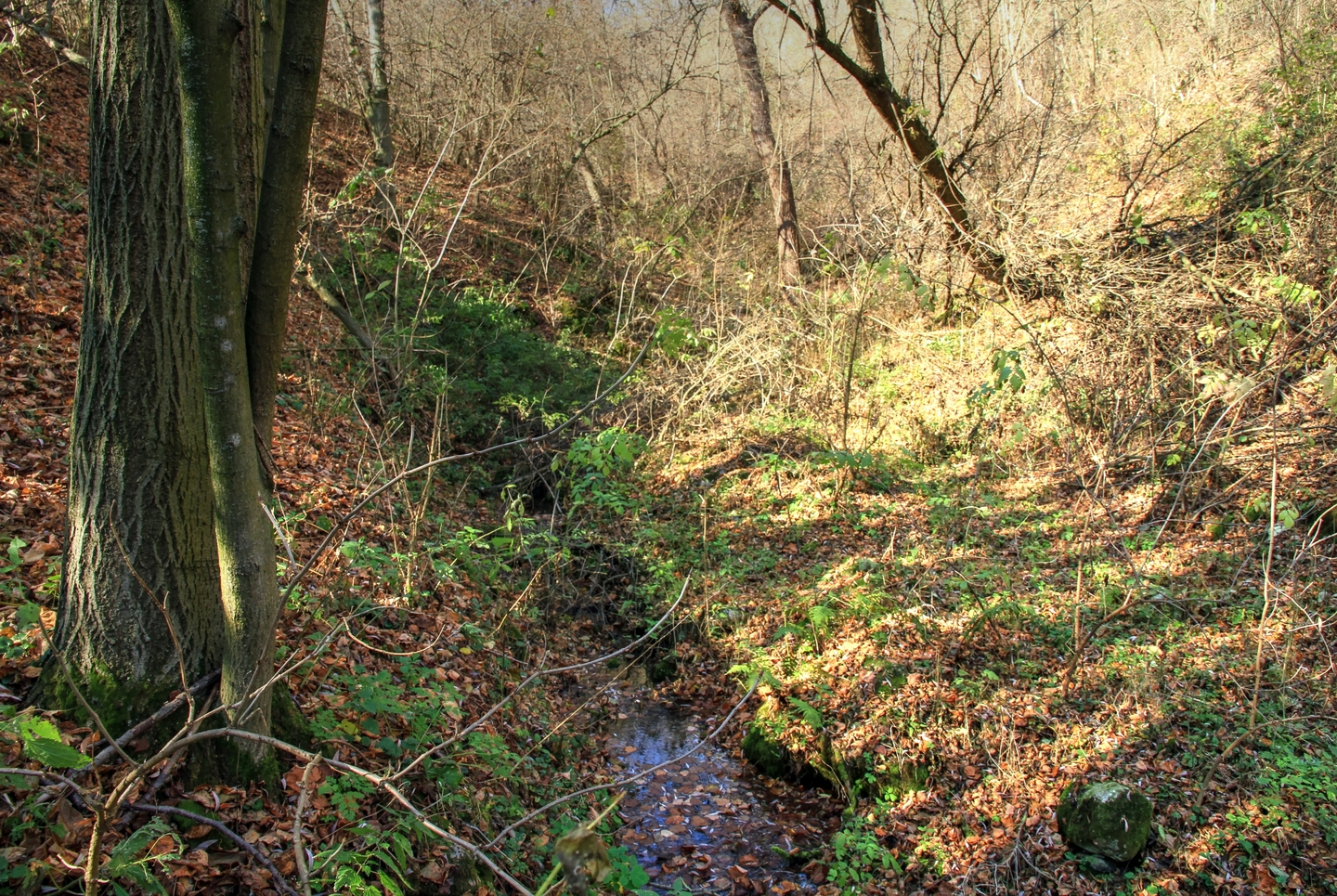
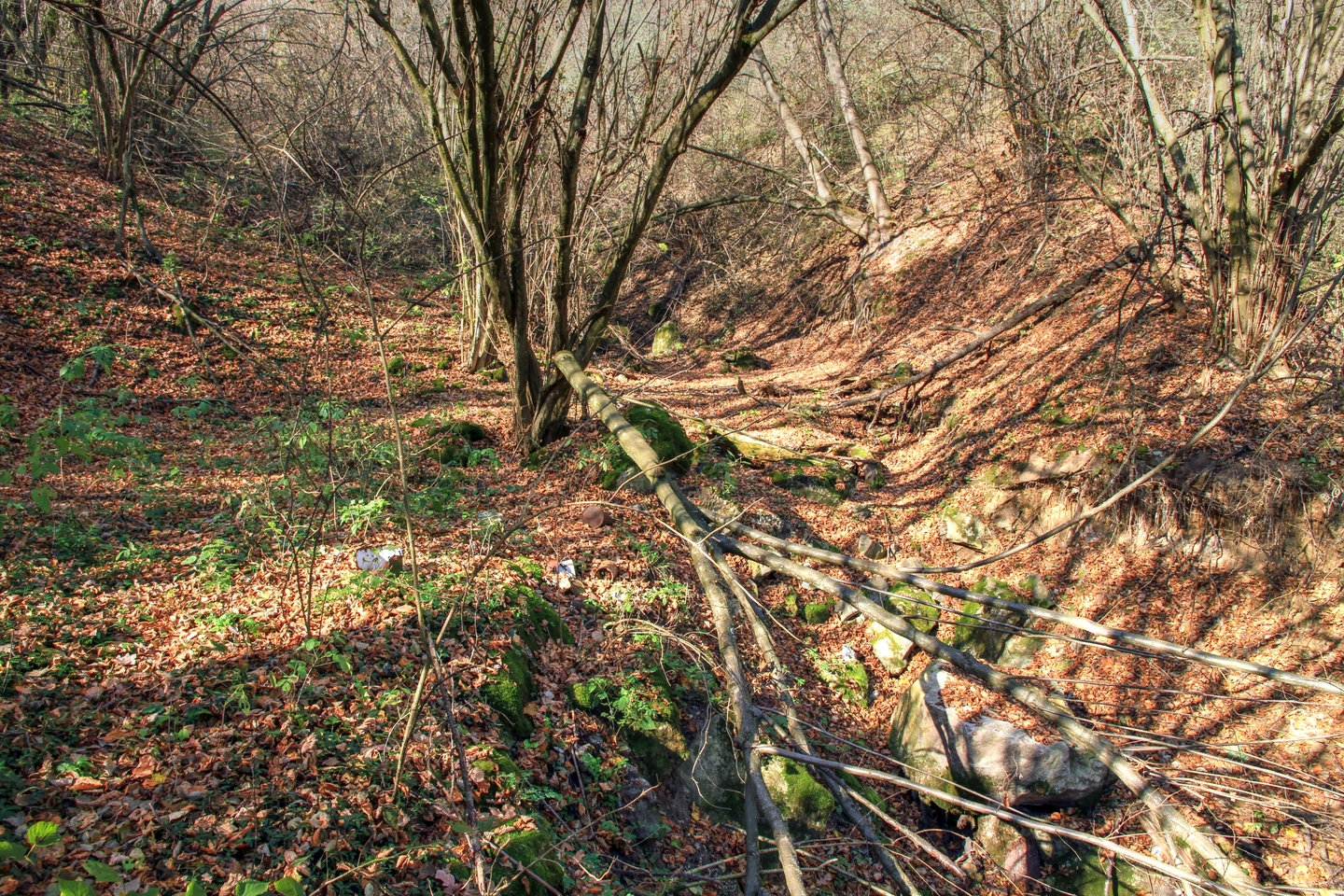
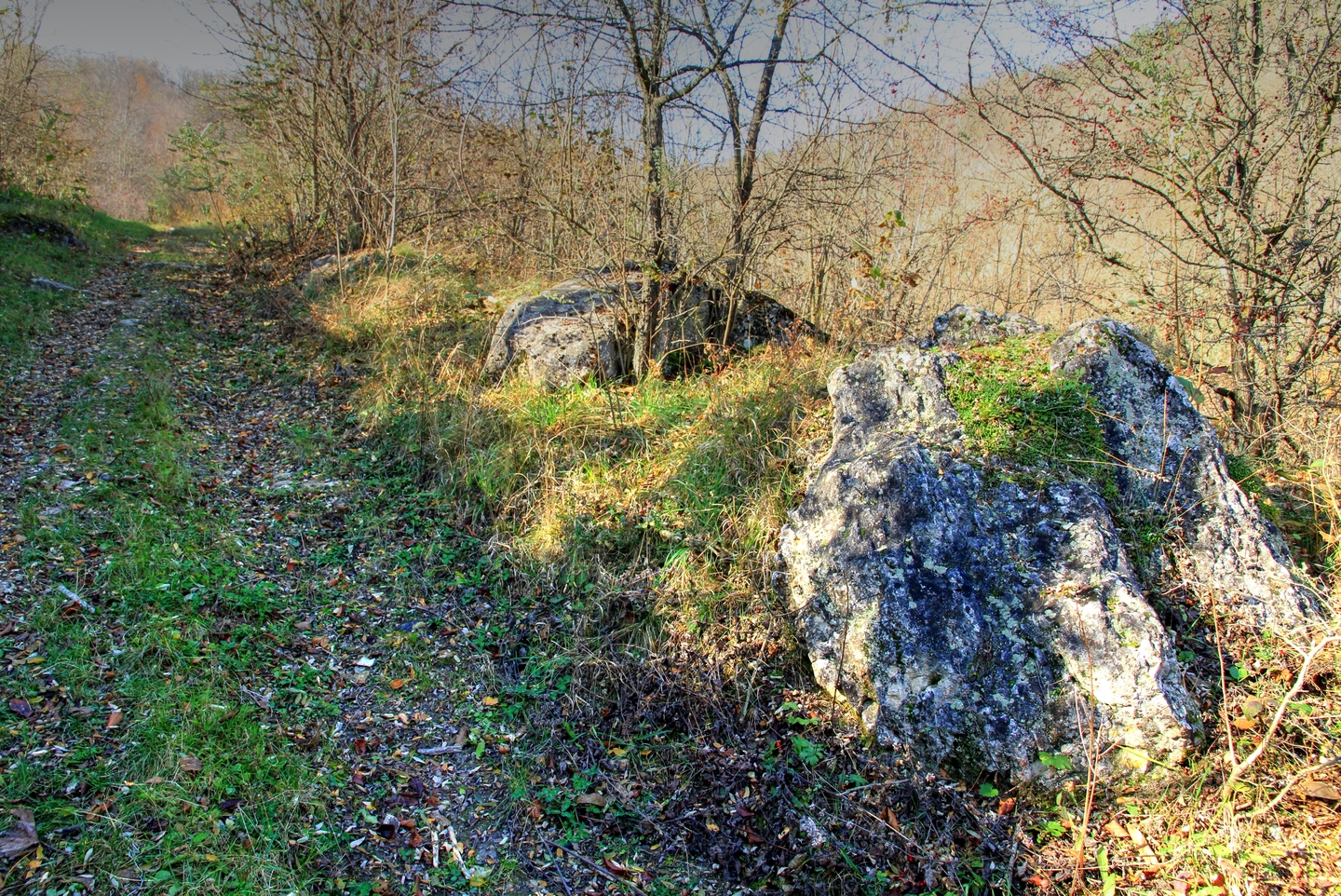

- râpa „Rudîi Iar”, lângă „Carpov Iar”, ocolul silvic Ocnița, Naslavcea, parceala 3, subparcelele 1, 2, 4, 18-21

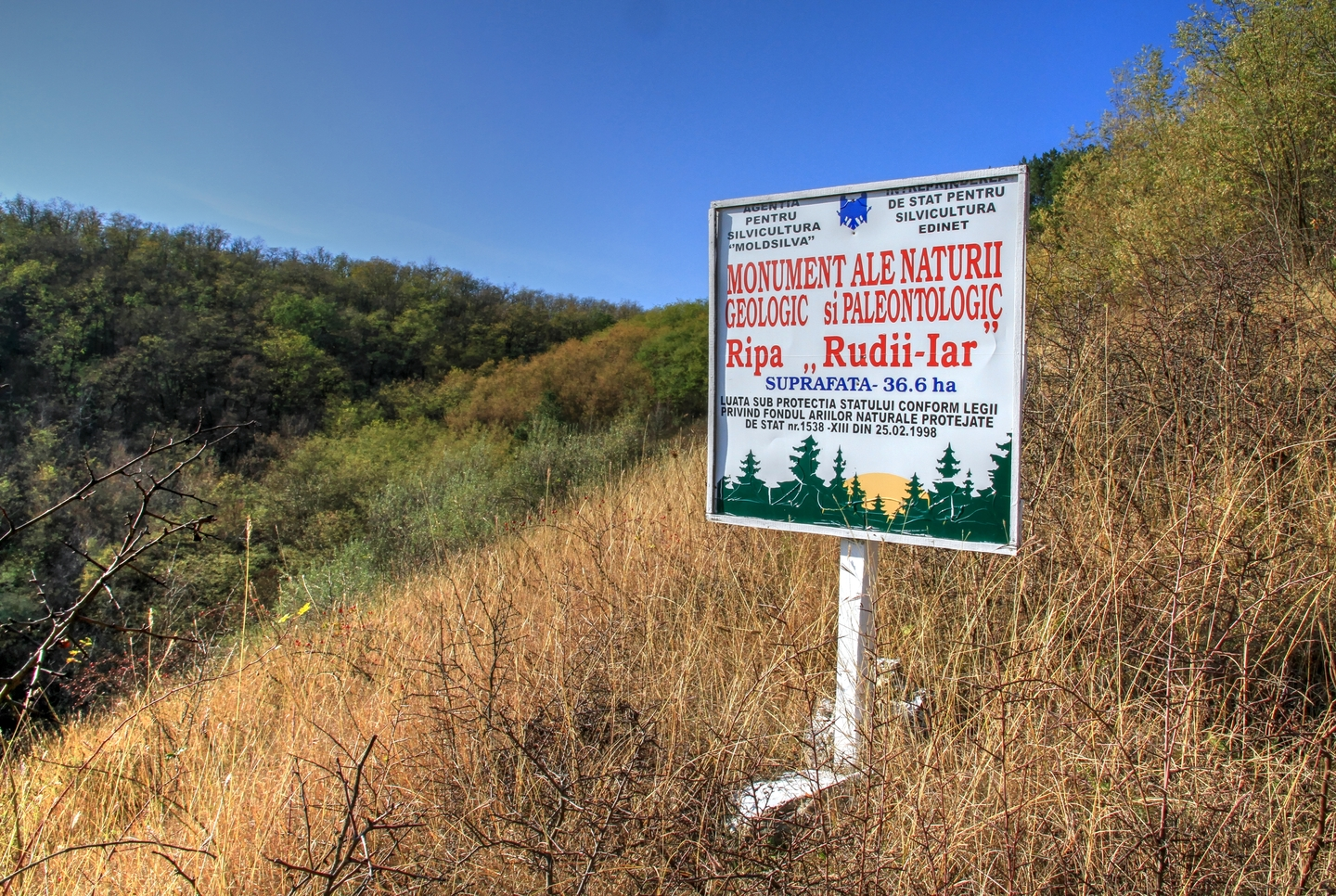
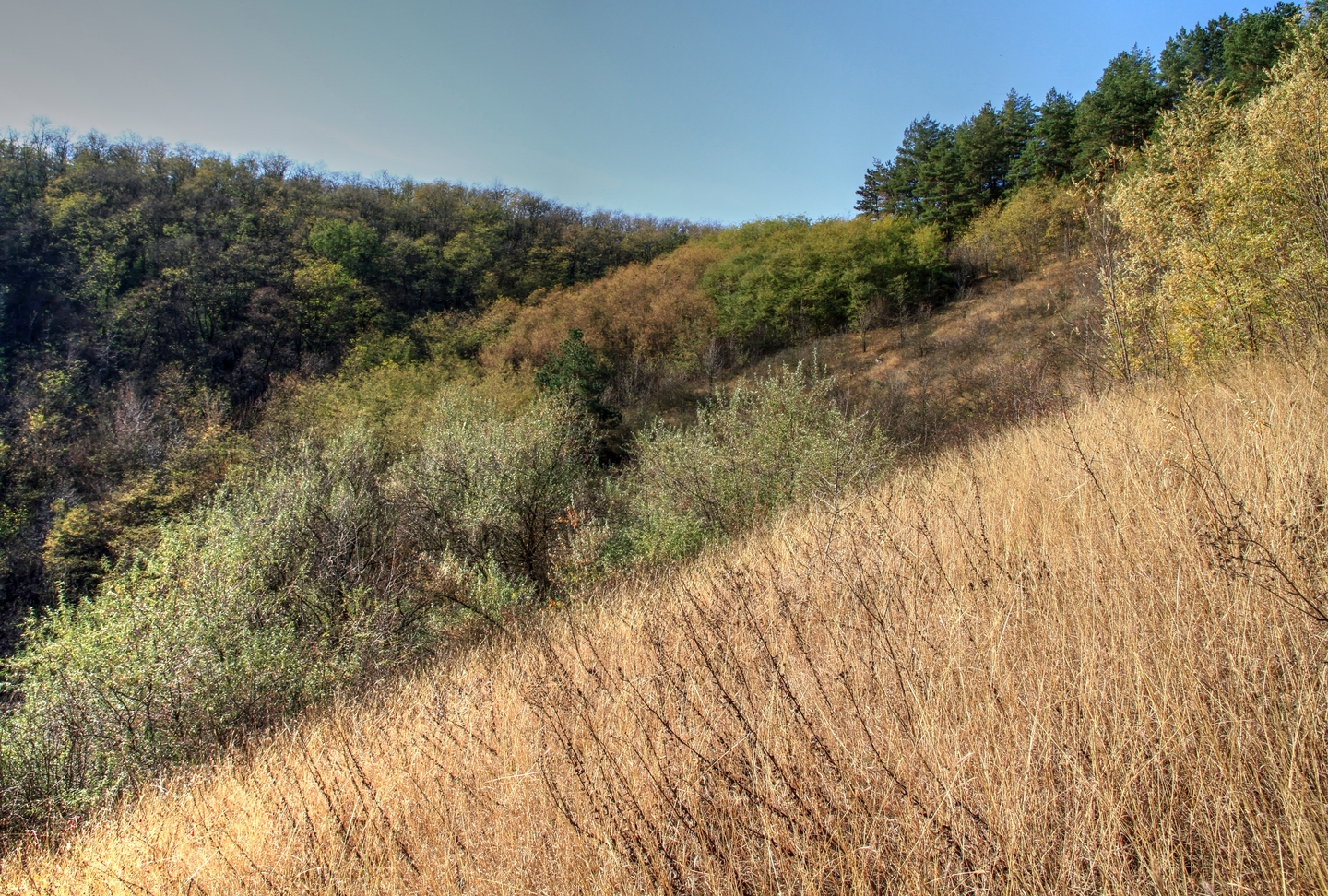
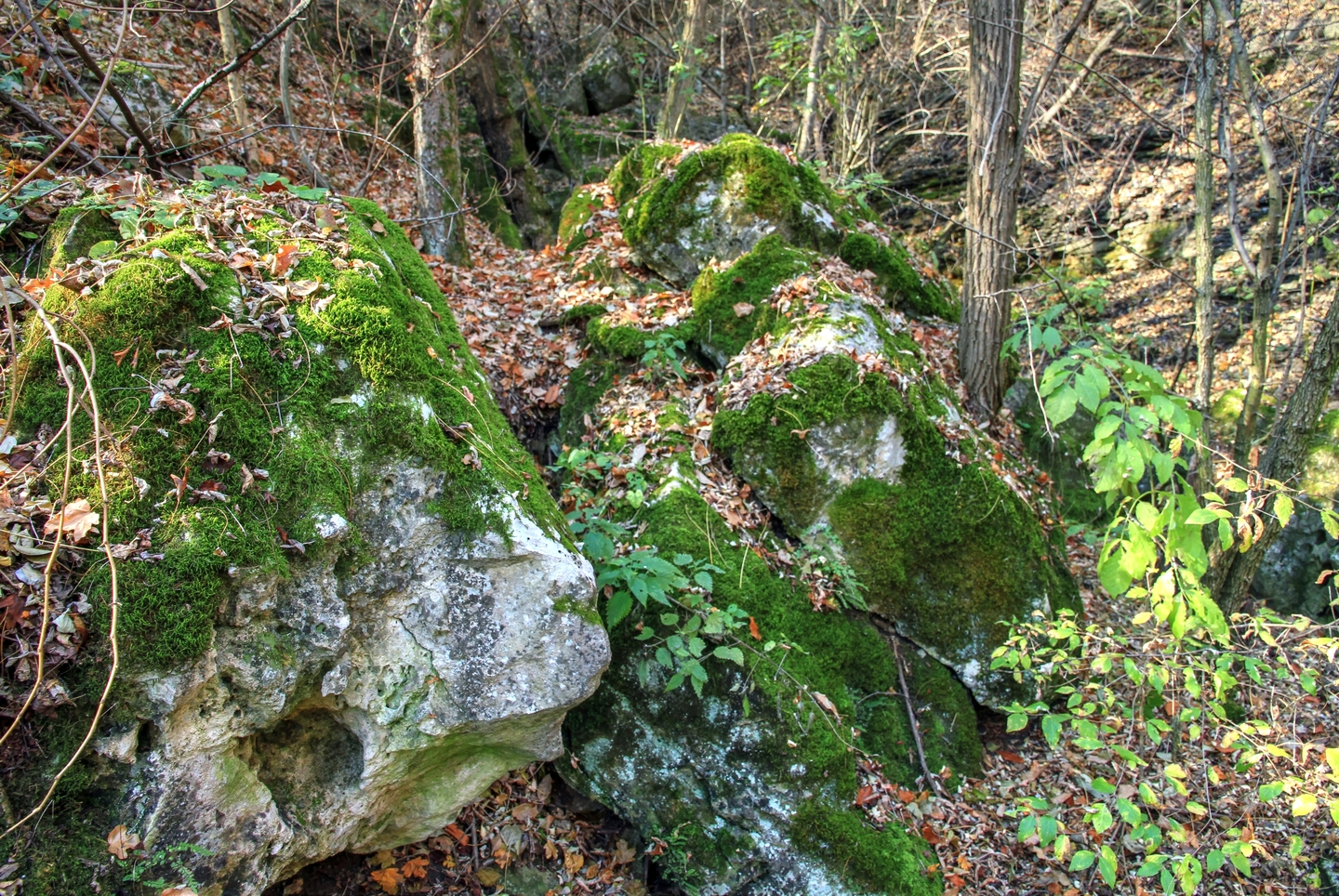
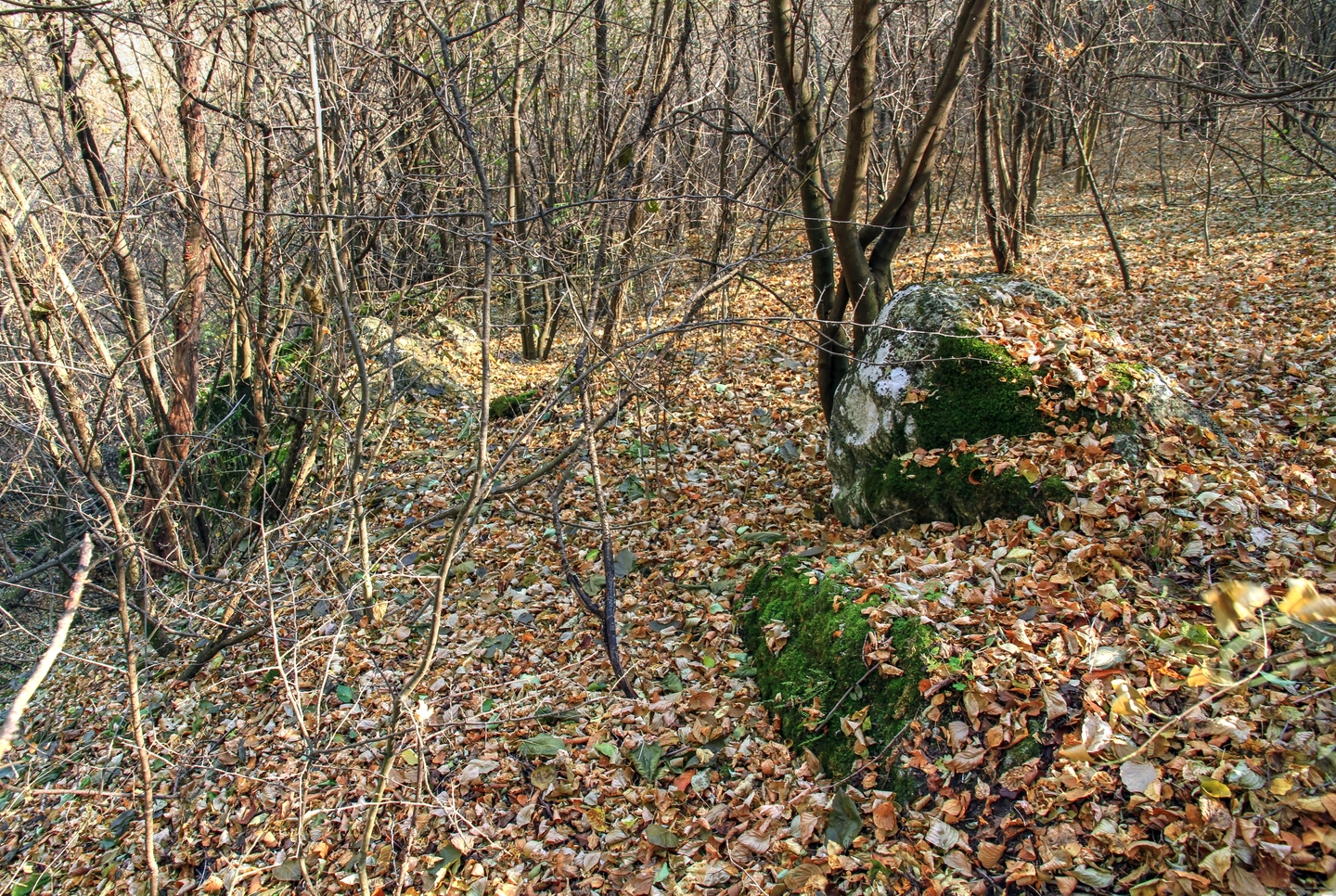

- afloriment de nisipuri tortoniene la 2 km sud de stația de cale ferată Naslavcea, în zona aliniamentului căii ferate Naslavcea-Bîrnova

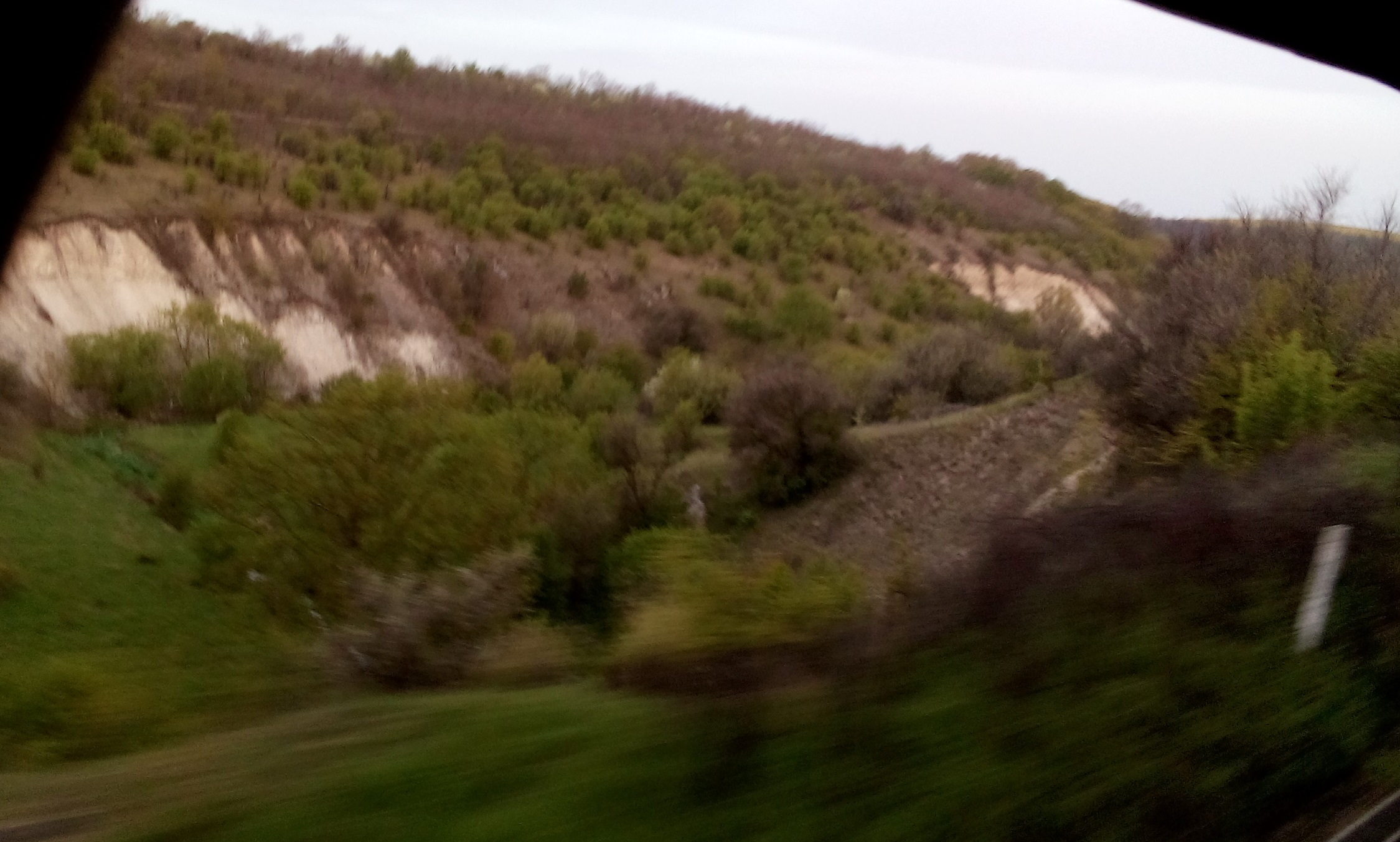
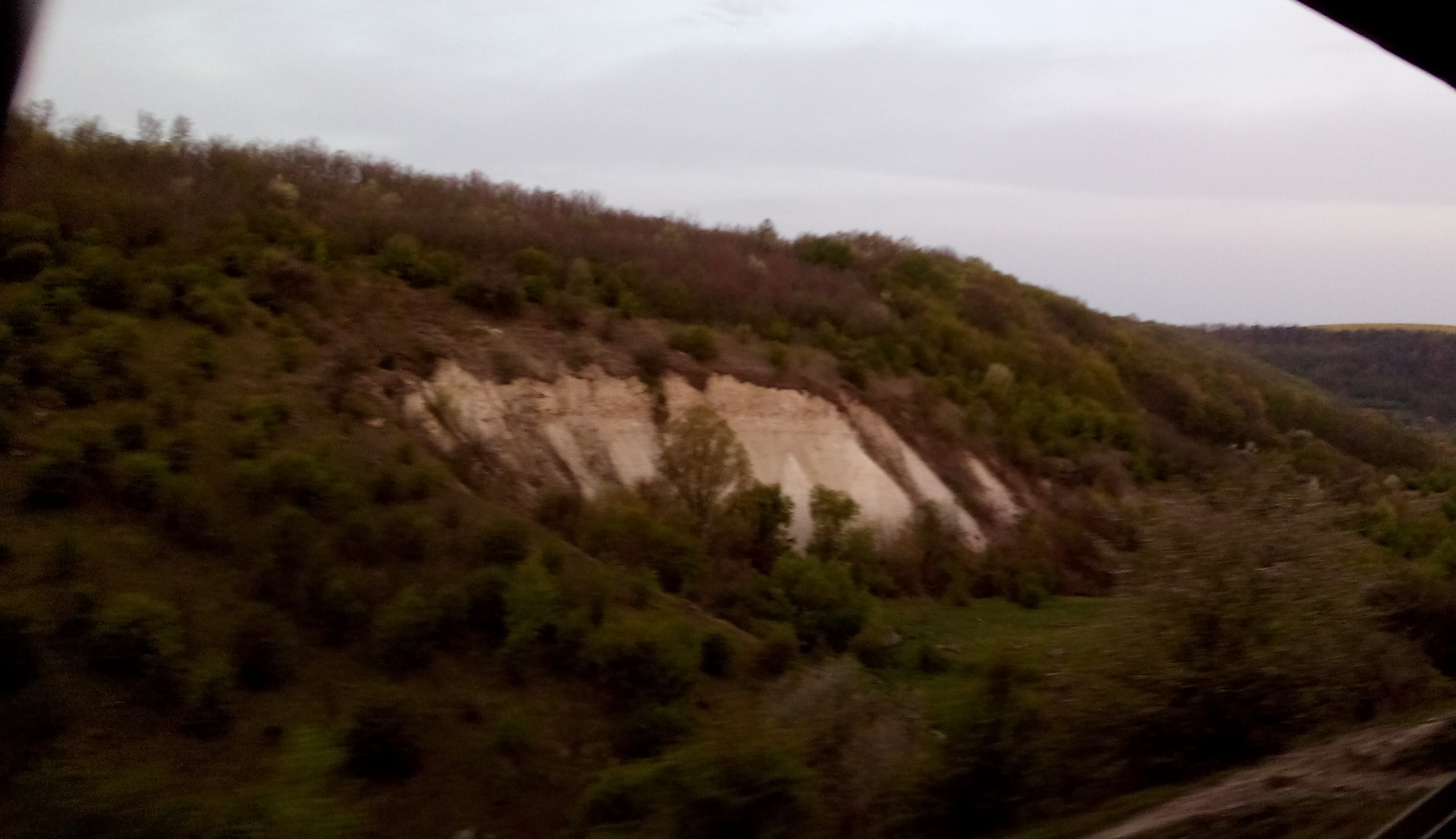
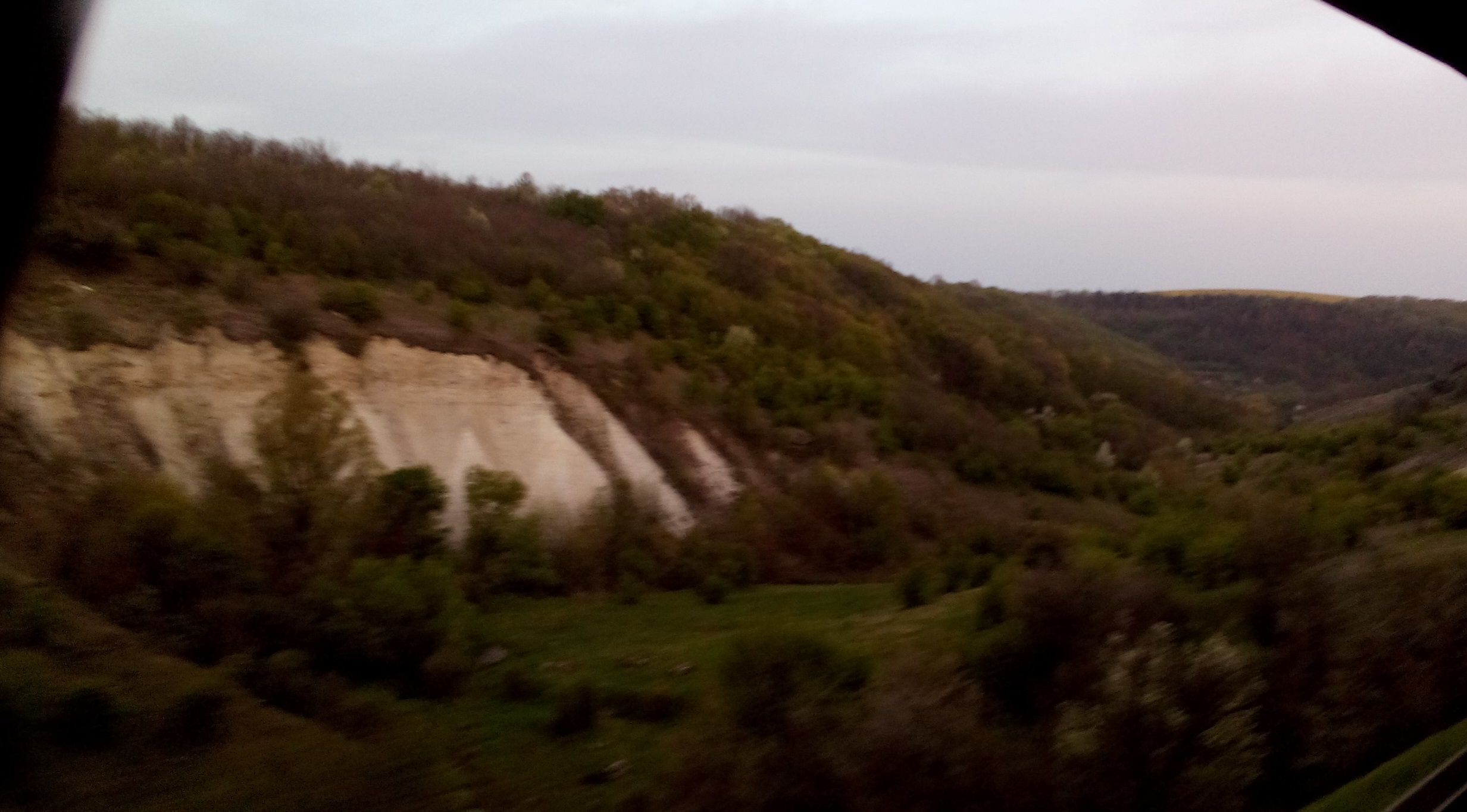
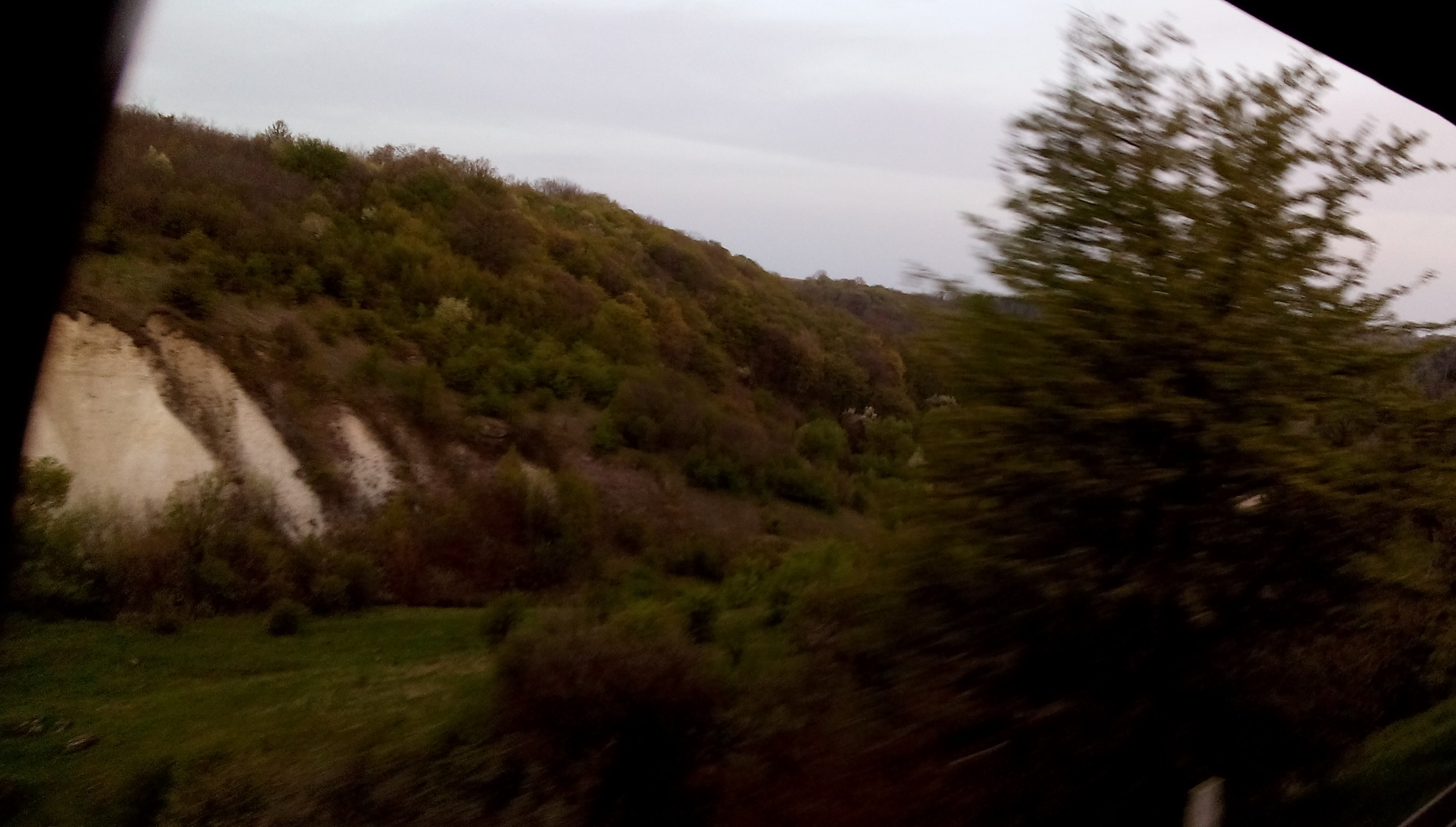

- porțiune a malului abrupt al Nistrului, între satele Naslavcea și Lencăuți, ocolul silvic Otaci, Lencăuți, parcelele 1-3

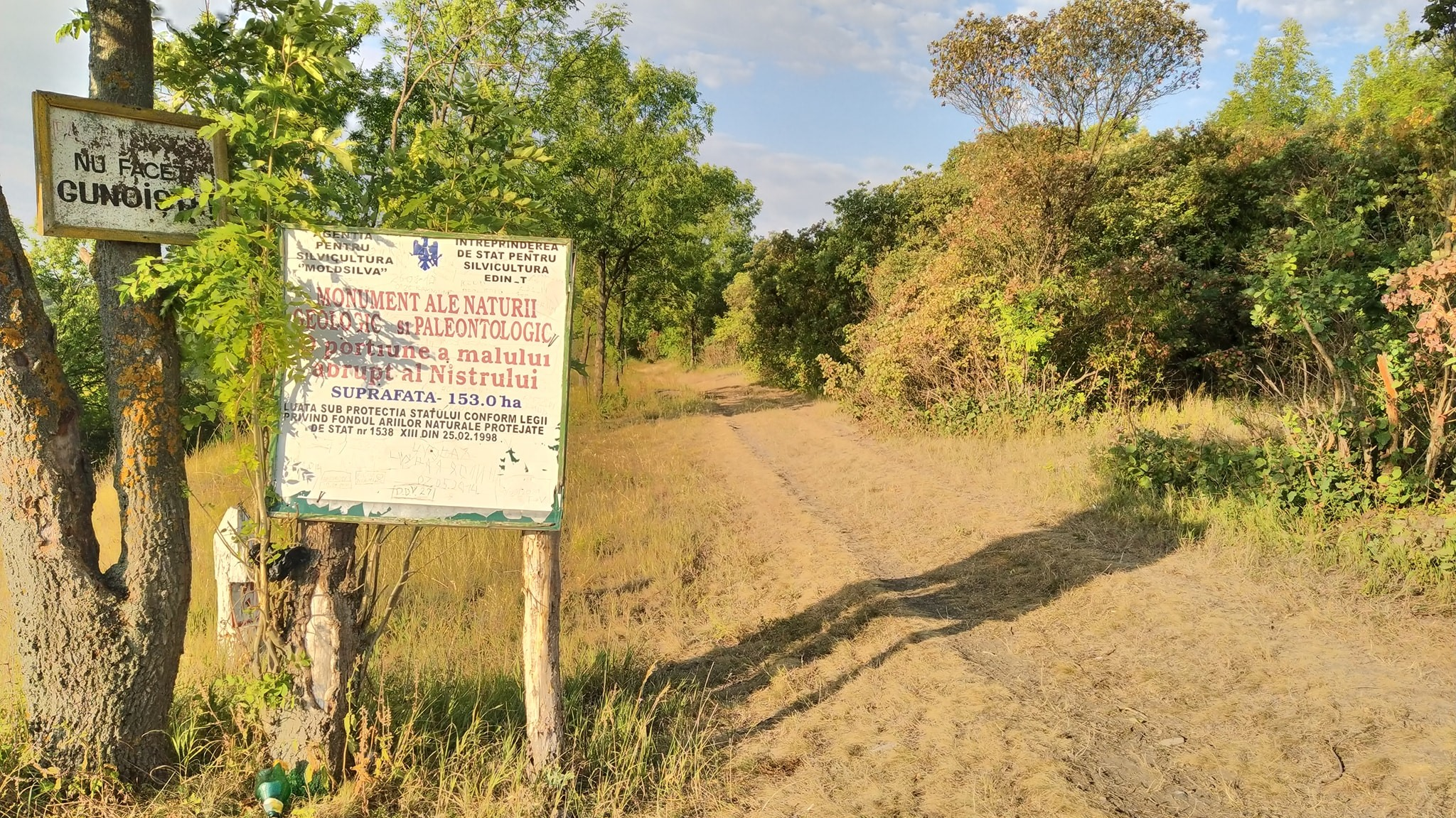
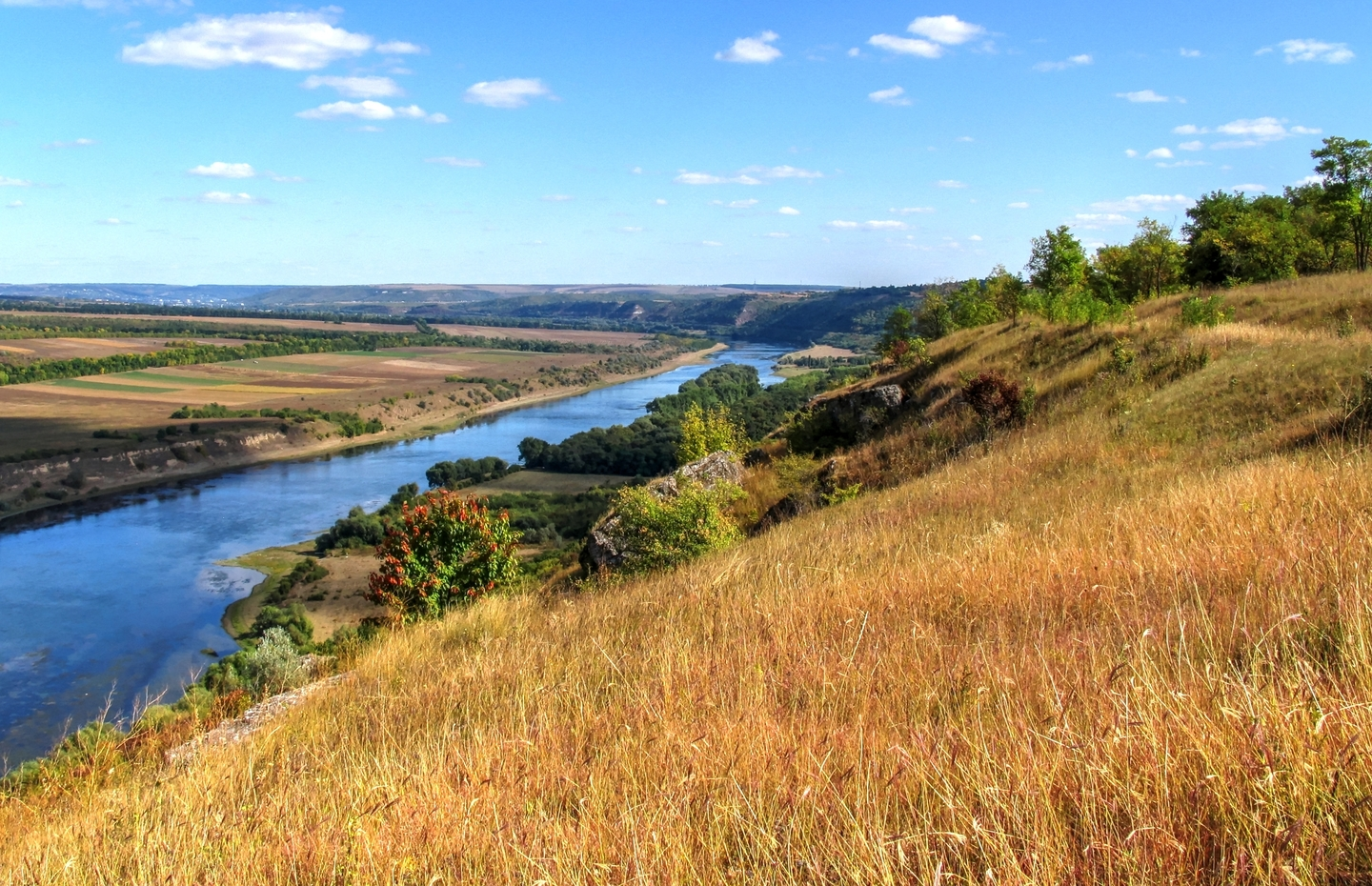
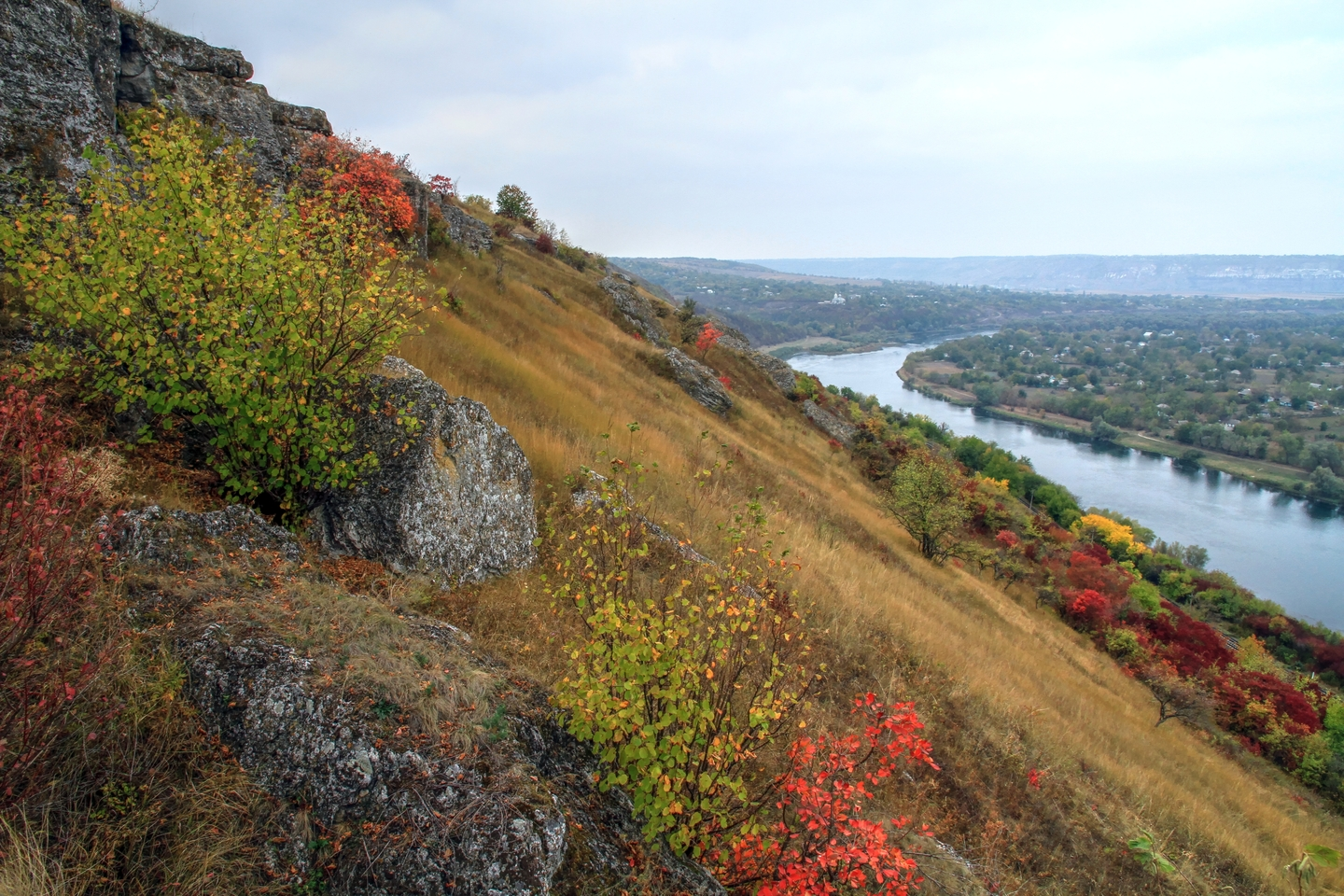
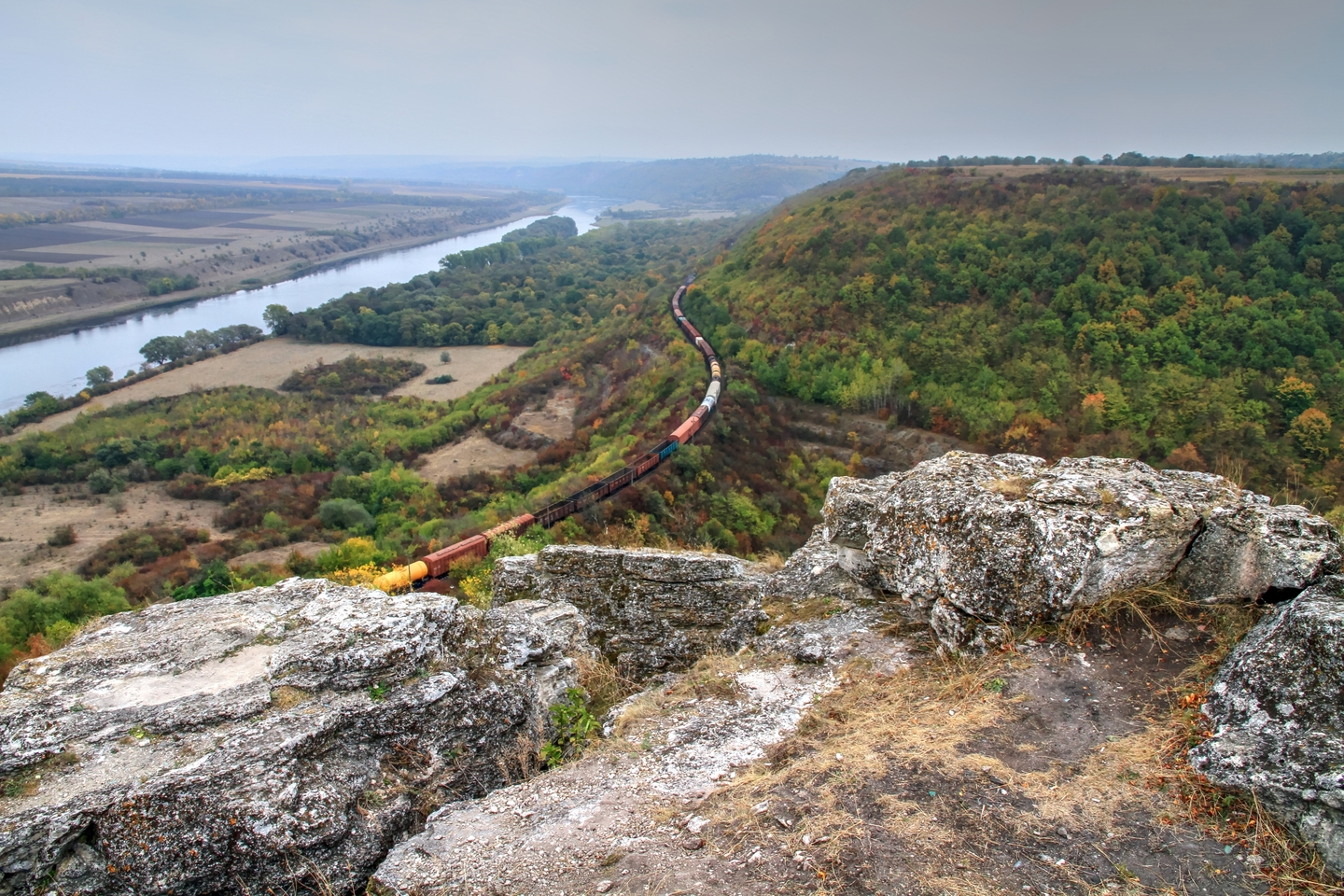

- izvorul de lângă stația de cale ferată Naslavcea

## Galerie de imagini

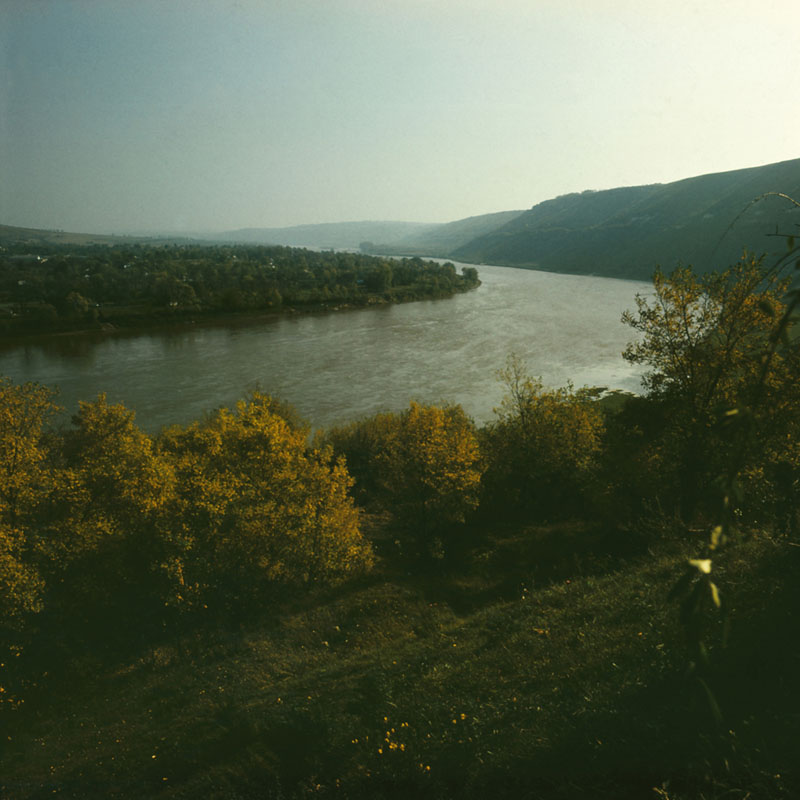
Imagine a împrejurimilor satului în 1980.
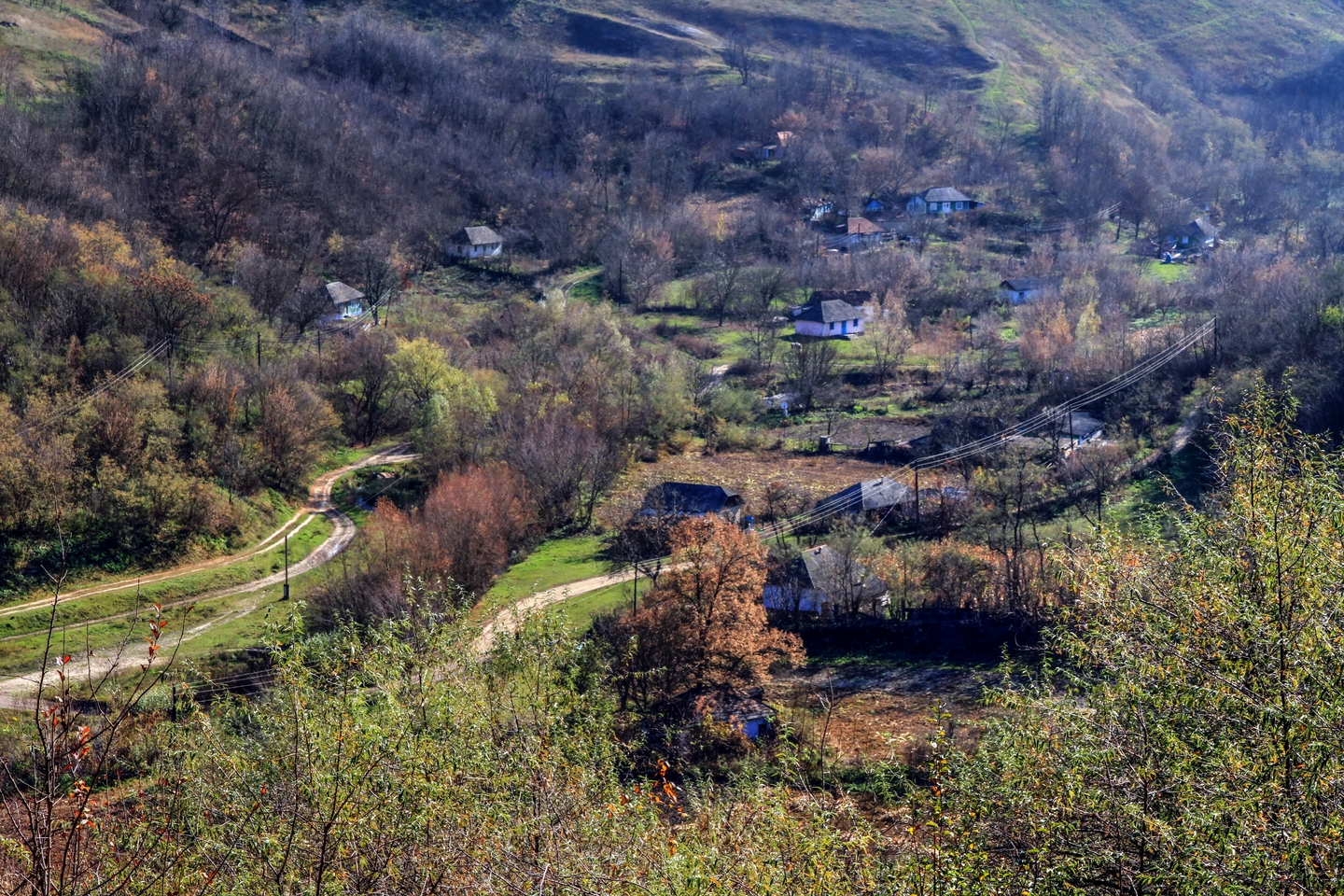
Sătucul printre păduri
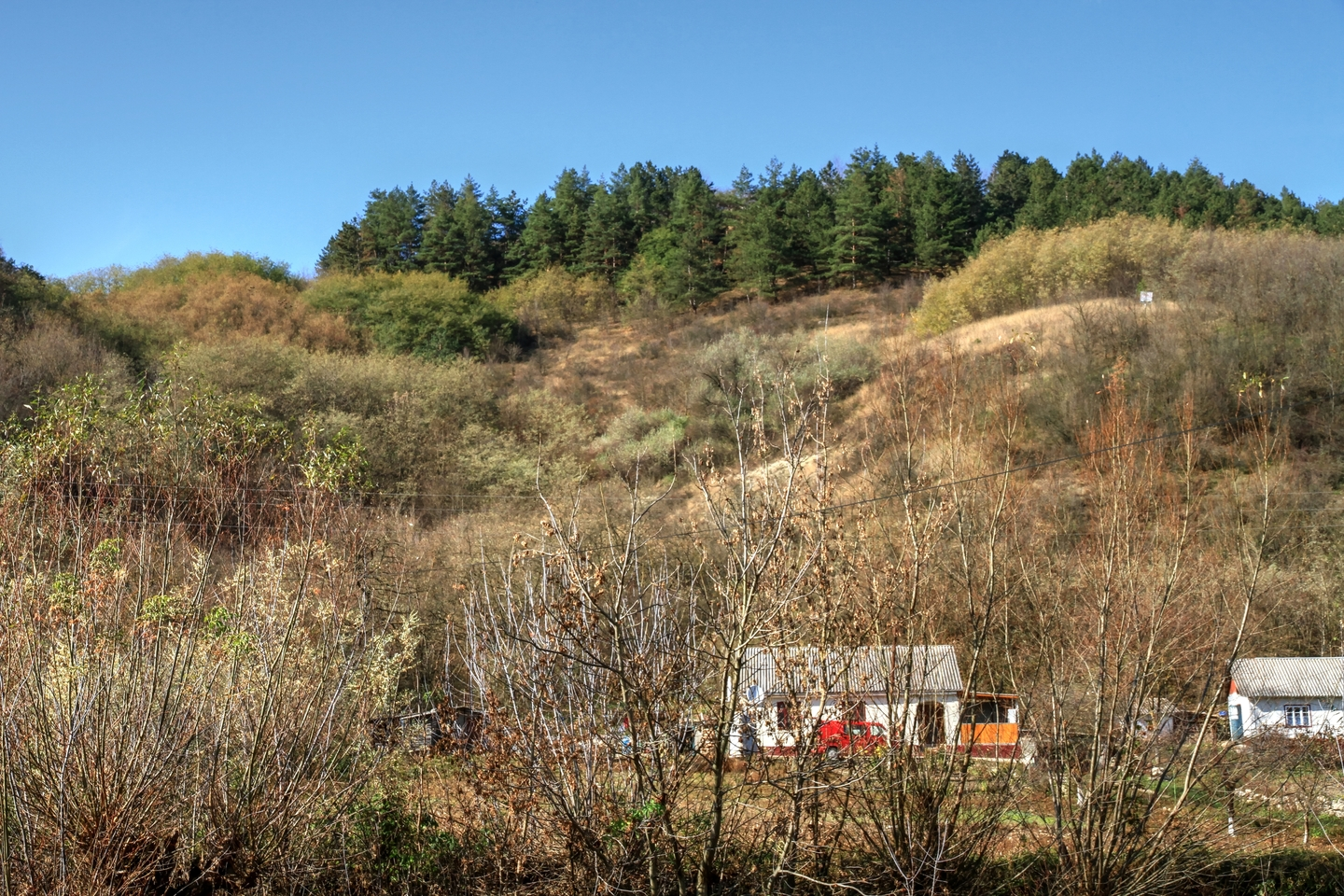
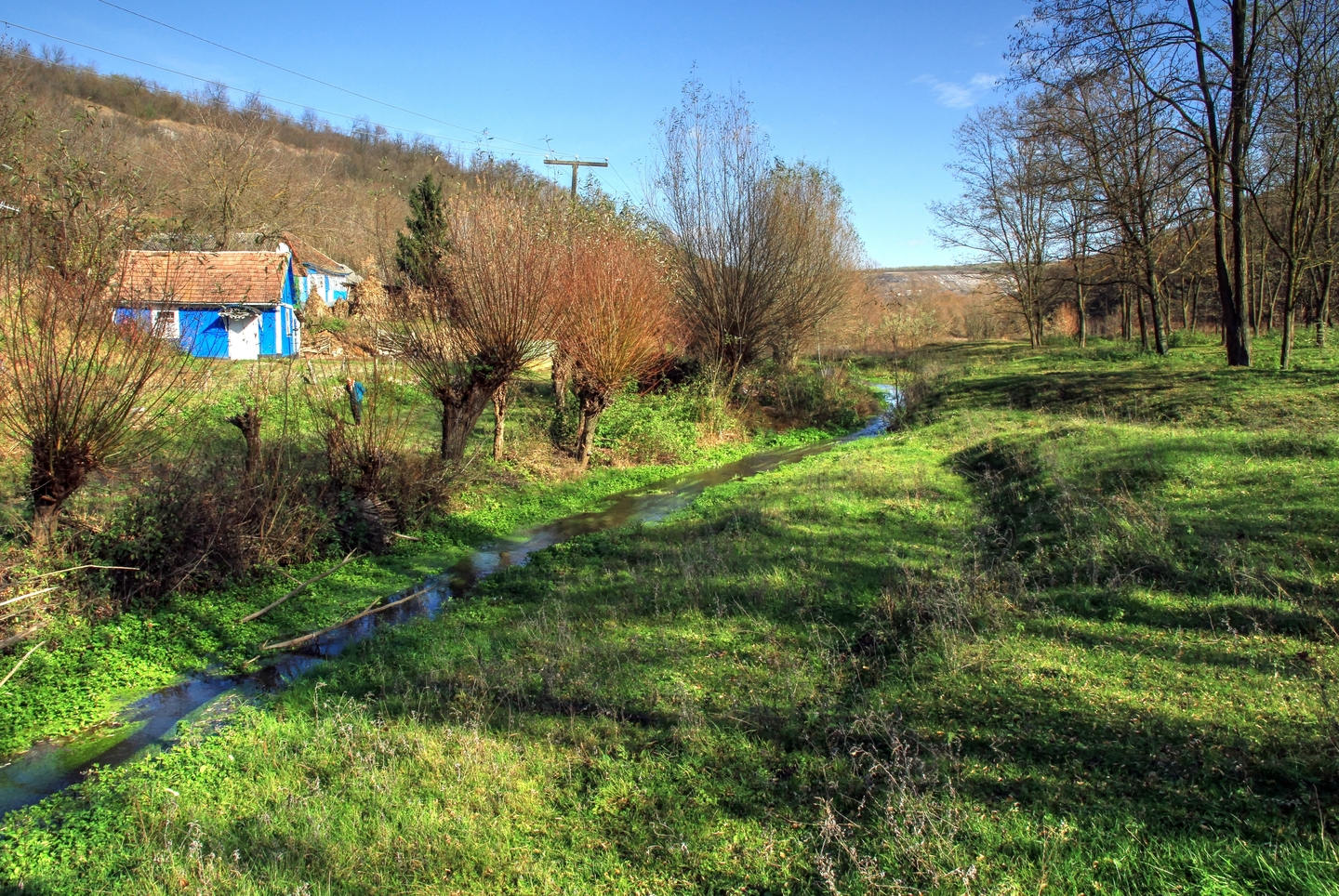
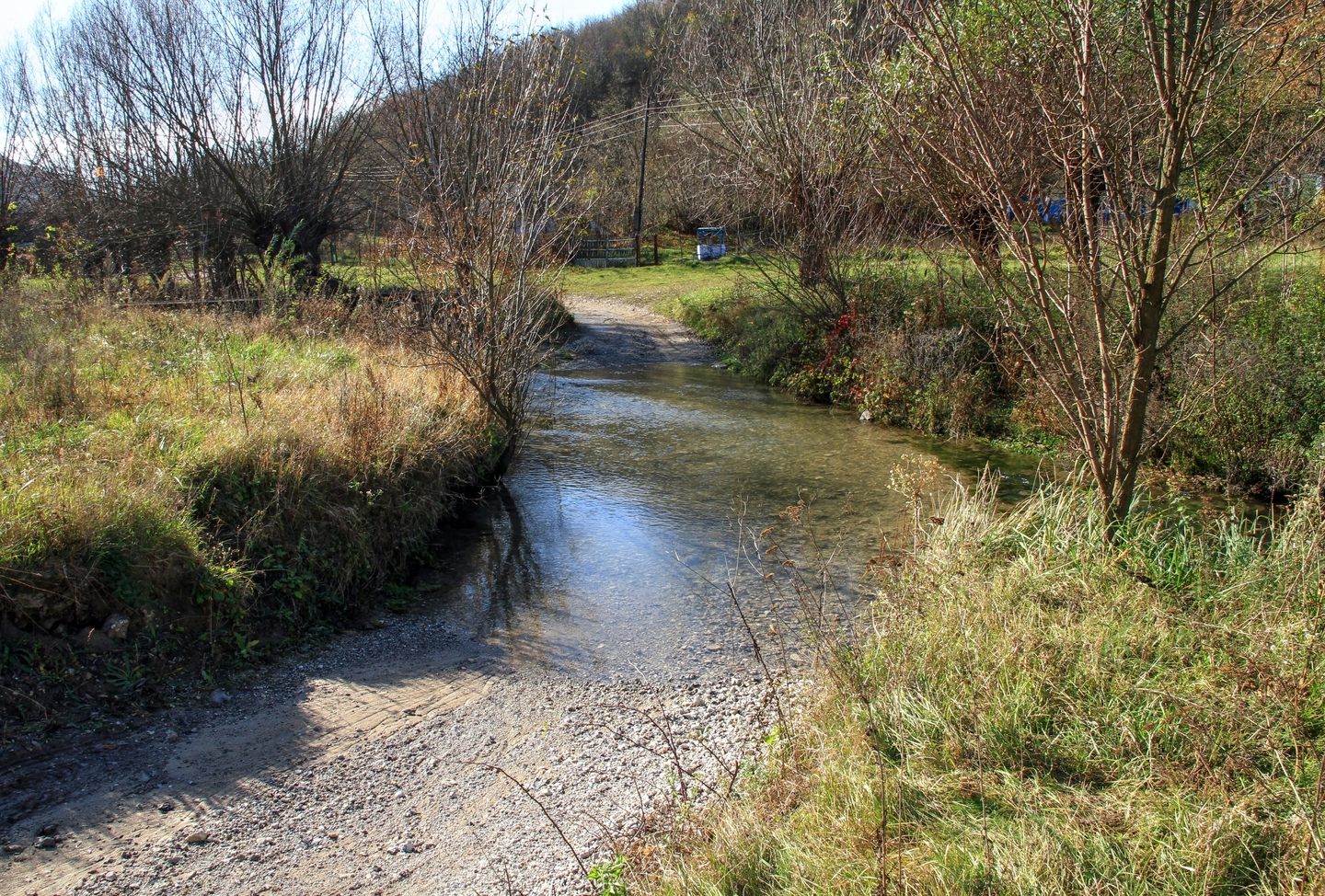
Pârâul Cosărău
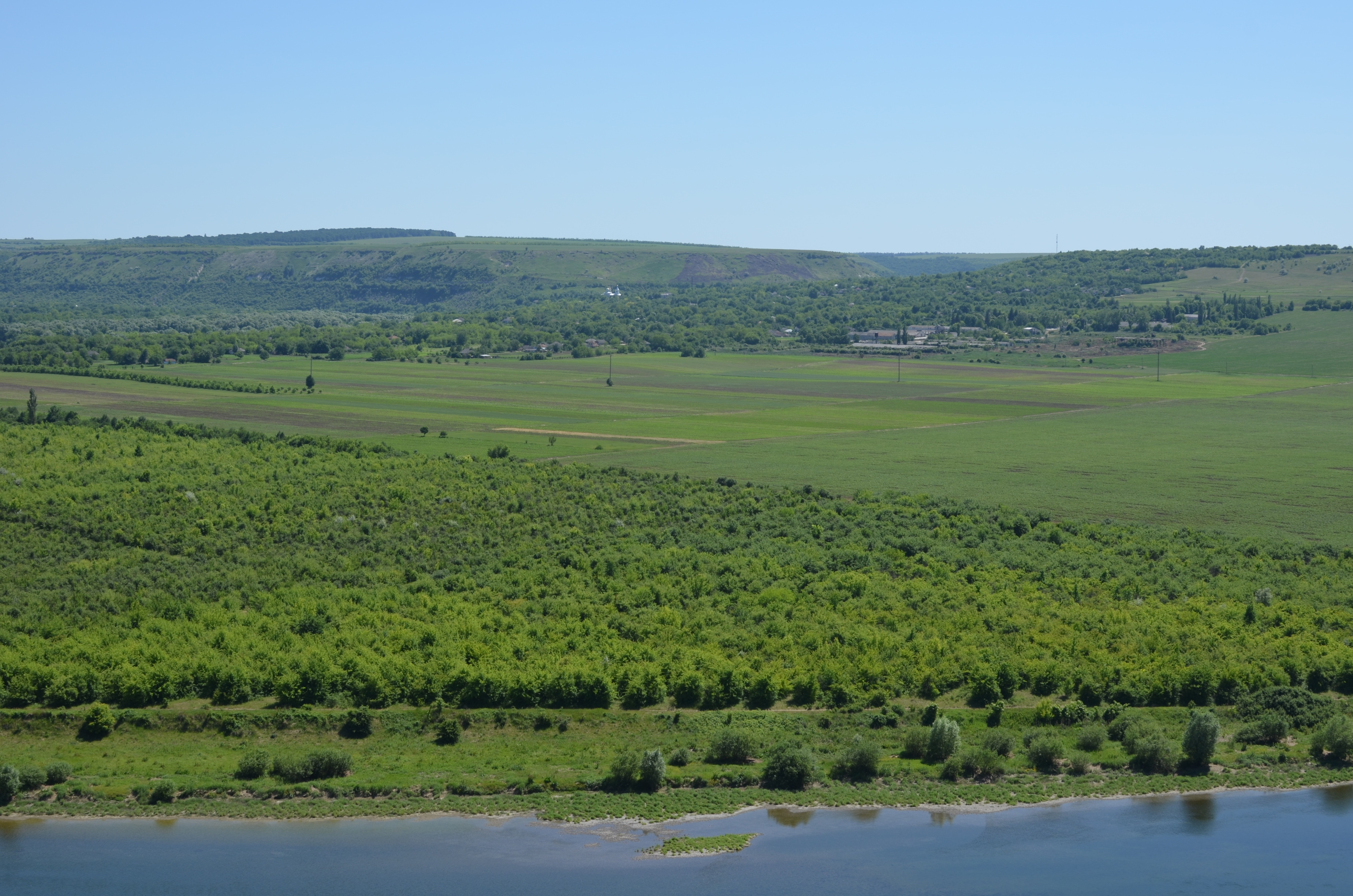
Vedere a satului de pe malul ucrainean.